# Население Японии

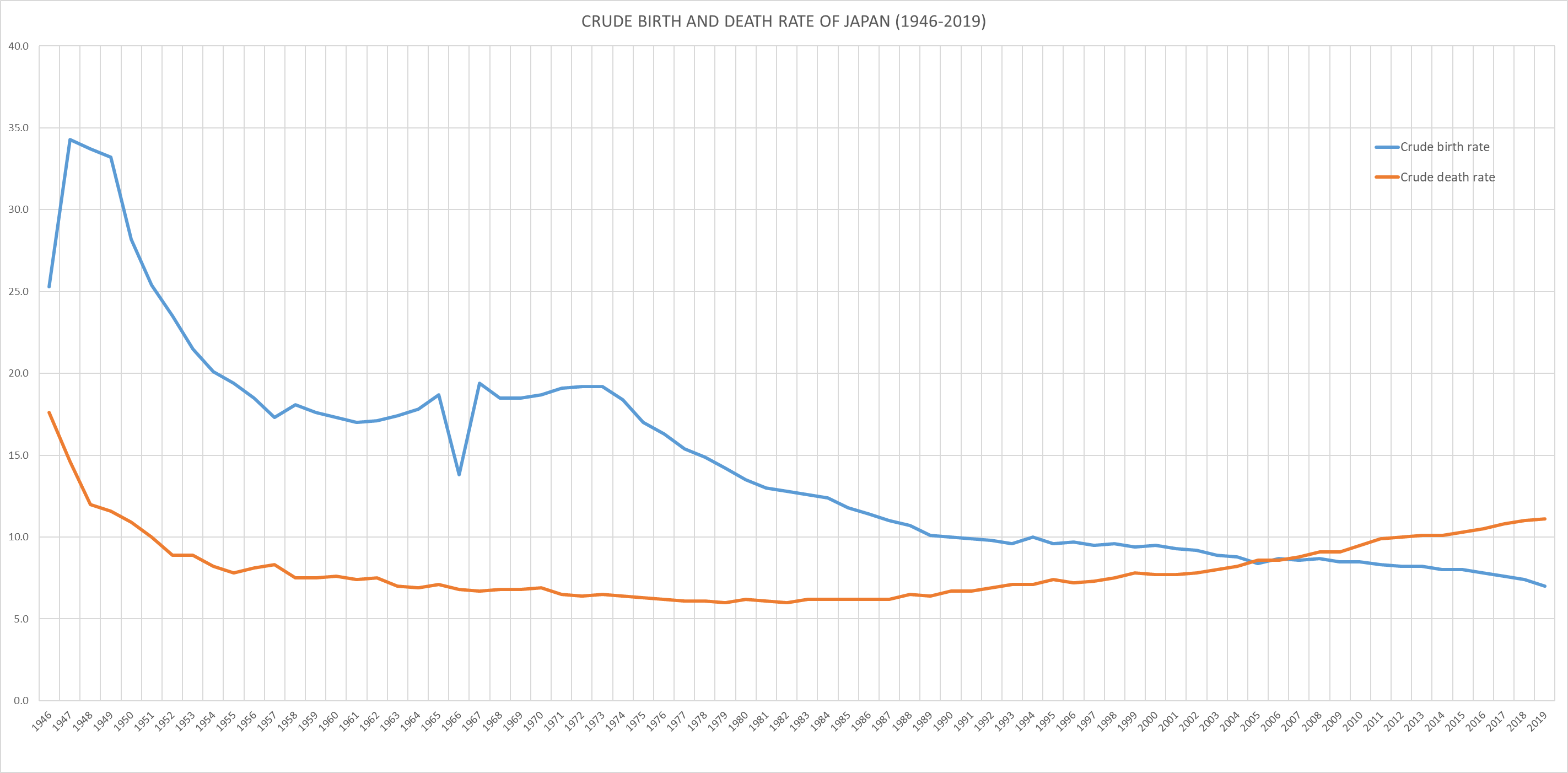
Уровень рождаемости и смертности в Японии (1946—2019 г).

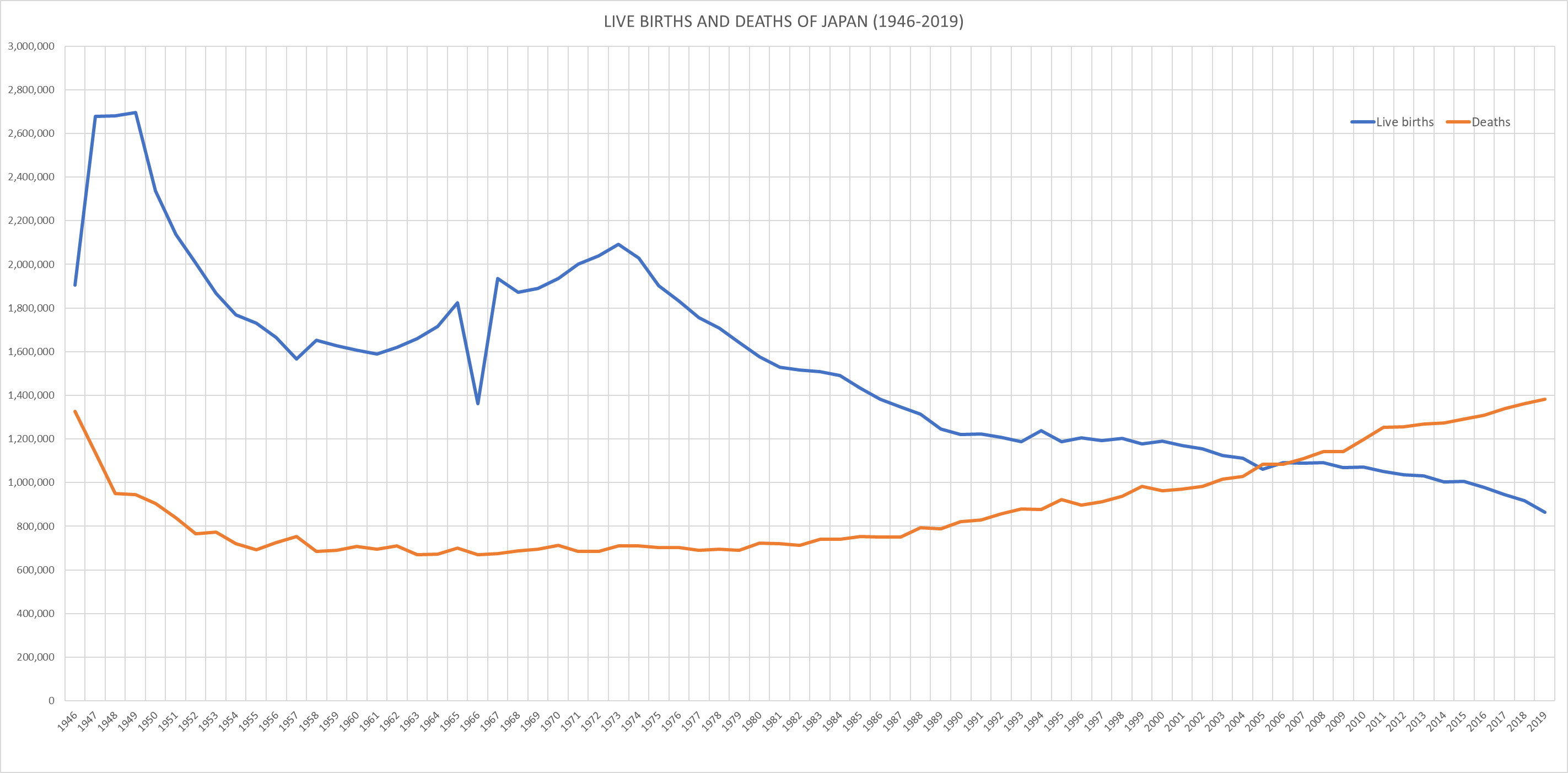
Число живорождений и смертей в Японии (1946—2019 г).

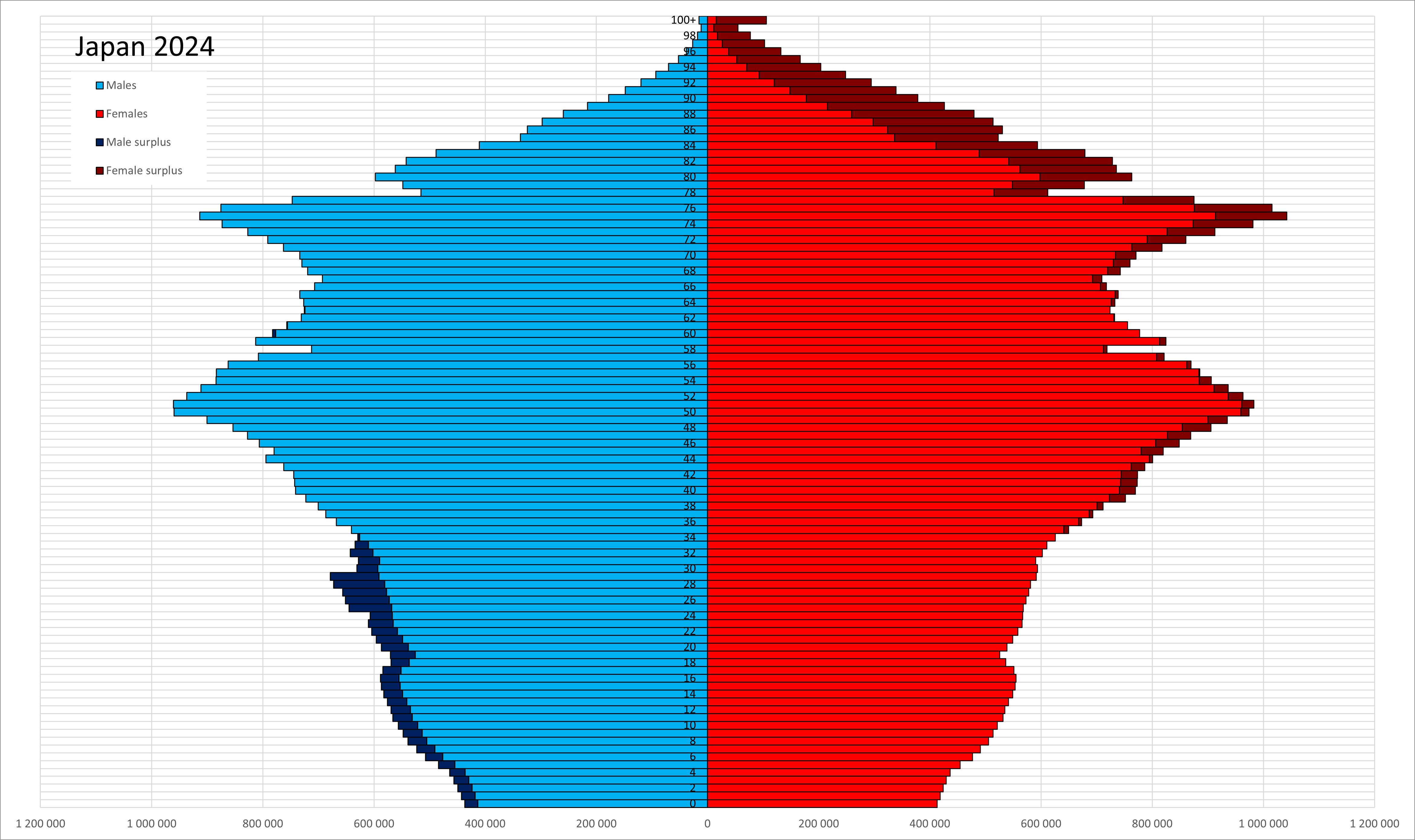
Демографическая пирамида Японии в 2024

Численность населения Японии по оценке на май 2023 года составляла около 124 500 000 человек. За 2018 год население Японии уменьшилось приблизительно на 148 959 человек. Учитывая, что население Японии в начале года оценивалось в 126 236 090 человек, годовой прирост составил −0,12 %
Рождаемость — 6,8 на 1000 (2020 год).
Смертность — 11,1 на 1000 (2020 год).
Годовая убыль населения — 0,191 % (2009 год), примерно 250 тыс. человек.
Средняя продолжительность жизни — 81,7 лет у мужчин, 87,7 года у женщин (2023 год).
Грамотность — 99 % мужчин, 99 % женщин.
Этно-расовый состав: японцы 97 %, рюкюсцы 1,2%, китайцы 0,9 %, корейцы 0,5 %, другие 0,4 %.
Япония — четвёртое по площади островное государство в мире и самое большое по площади островное государство в Восточной Азии, а также второе по населению островное государство в мире (после Индонезии). Так как около 73 % территории Японии занимают горы, всё население Японии в основном проживает в межгорных долинах (в меньшей степени) и на прибрежных равнинах (в большей степени), вместе составляющих лишь около 27 % от всей территории Японии.

## История

Карта плотности населения на квадратный километр по префектурам (2009 г.):
0–100
101–200
201–300
301–400
401–500
500–1000
1000–5514

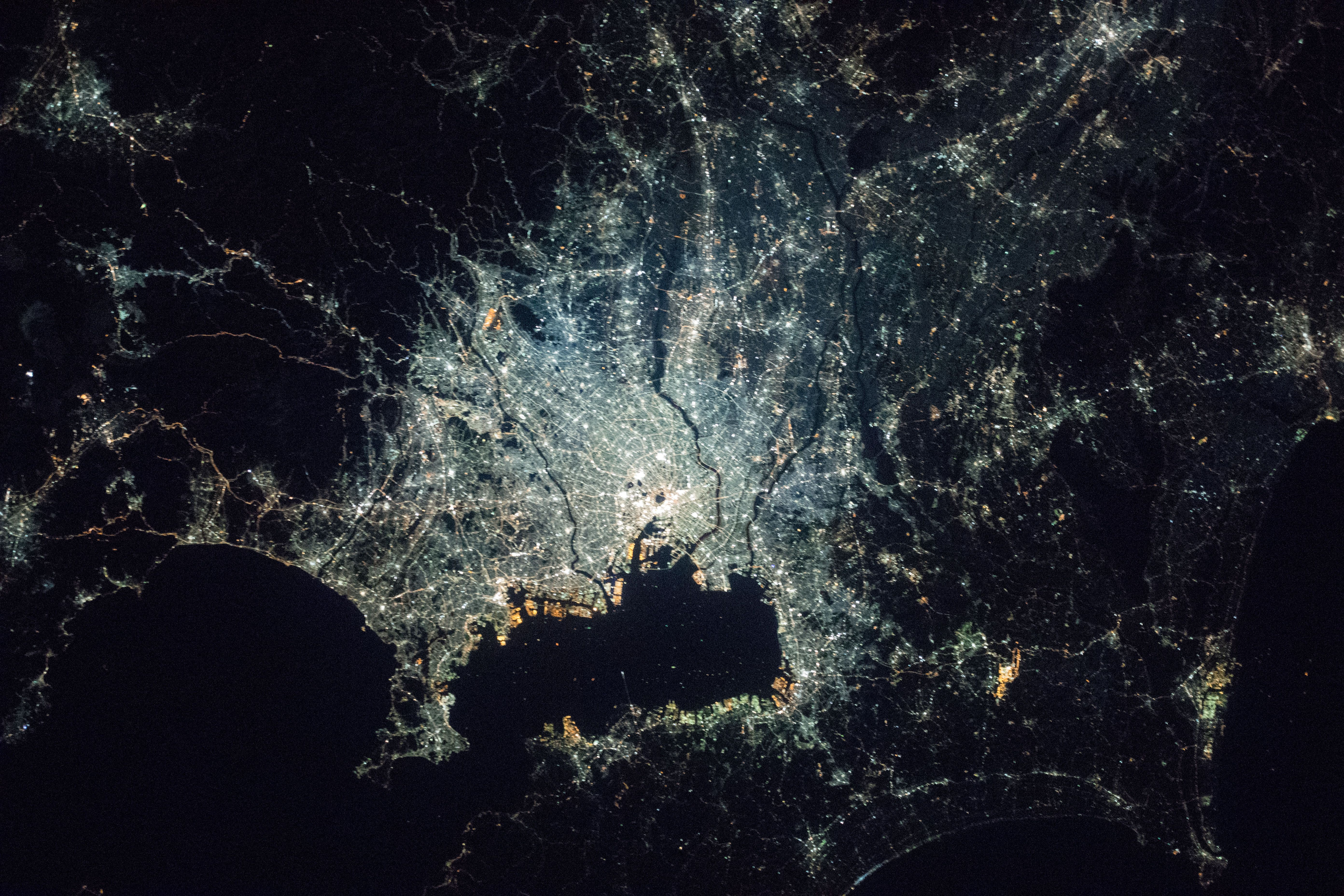
Большой Токио ночью, вид с МКС

В начале эпохи Токугава население Японии составляло 10—20 миллионов человек (большинство историков пишут о 15—16 миллионах как наиболее вероятной цифре). По переписи 1721 года население Японии составило 26 миллионов 65 тысяч 425 человек, но, по мнению японских историков, вместе с недоучтенным населением численность составляла около 30 миллионов человек. Последняя при сёгуне перепись 1846 года насчитала 26 миллионов 907 тысяч 600 человек. За 125 лет с 1721 по 1846 год население Японии выросло чуть более чем на 3%. Главной причиной такого медленного прироста была низкая производительность натурального сельского хозяйства. Кроме того, на демографическую ситуацию влияли стихийные бедствия, неурожаи, голод, увеличение городского населения и дисбаланс между полами. С 1603 по 1732 год население Японии росло и достигло почти 27 миллионов человек без учёта самураев. Голод Кэхо сократил население страны на 850 тысяч к 1750 году. Следующие 30 лет население Японии оставалось примерно на одном уровне. Великий голод Тэммэй в 1783—1787 годах уменьшил население Японии более чем на 1 миллион человек. После этого до 1830-х годов население Японии снова росло и достигло 27 миллионов человек. Великий голод Тэмпо в 1833—1836 годах опять сократил население Японии на миллион человек.
В 18 веке население Японии перестало расти из-за общего похолодания климата, неурожаев, высокой смертности и низкой рождаемости. Поэтому власти Японии приняли меры по борьбе с убийством новорожденных и абортами. Самый ранний запрет на эти практики был издан в княжестве Сацума (нынешняя префектура Кагосима) в начале 17 века, но большинство подобных указов появилось в конце 17 и начале 18 веков. Некоторые исследователи считают эти указы самым ранним примером политики поддержки семьи в условиях демографического кризиса.

## Современность
В 2009 году население Японии составляло 127 078 679 человек. По данным 2007 года всего в мире насчитывалось около 130 млн человек японцев. За пределами Японии самые большие японские общины имеются в Бразилии (1,4 млн чел.) и в США (1,3 млн чел.). По данным 2007 года в Японии было 10 городов-миллионников: Токио (13,05 млн жителей), Иокогама (3,27 млн), Осака (2,48 млн), Кобе (1,46 млн), Нагоя (2,1 млн), Киото (1,46 млн), Саппоро (1,90 млн), Хиросима, Фукуока, Кавасаки (1,1 млн).
В 2019 году население Японии составляло 126 миллионов человек. Это 11-я по численности населения страна в мире и вторая по численности островная страна. 81 % населения проживает на Хонсю, 10 % на Кюсю, 4,2 % на Хоккайдо, 3 % на Сикоку, 1,1 % в префектуре Окинава и 0,7 % на других японских островах. Практически всё население Японии городское. В 2010 году 90,7 % населения Японии проживало в городах. Большая часть населения Японии, около 80 миллионов городского населения, проживает на тихоокеанском побережье острова Хонсю. Население Японии в основном сосредоточенно в нескольких самых крупных городских агломерациях, в свою очередь расположенных на нескольких самых крупных равнинах на тихоокеанском побережье острова Хонсю. Большой Токио является городской территорией, городской агломерацией и региональной агломерацией с самым большим населением в мире, с населением по состоянию на 2016 год в 38 140 000 человек, является частью мегалополиса Тайхэйё. Токио, являясь одним из самых больших городов на Земле, считается самым безопасным городом в мире. В Японии 50 % населения проживает на аллювиальных равнинах, составляющих лишь 10 % территории страны. 50 % населения Японии сосредоточено в районах трех крупнейших прибрежных равнин на тихоокеанском побережье острова Хонсю с центрами в Токио, Осаке и Нагое. Почти каждый третий японец живет в районе Большого Токио. Из-за того, что японцы, как другие народы Восточной Азии (корейцы, китайцы и т. д.) предпочитают селиться в плотно заселённых, крупных экономических центрах и агломерациях, где больше социально-экономических возможностей и лучше развита инфраструктура, возникают проблемы диспропорций в населённости страны (например, чрезмерная концентрация в Токио), такие как чрезмерная перенаселённость и плотность населения крупных городов и городских агломераций, и в свою очередь депопуляция в сельской, и малонаселённой местности.
Так как Япония находится в тихоокеанском вулканическом огненном кольце, то населением Японии часто ощущаются небольшие подземные толчки низкой интенсивности и лёгкая вулканическая активность. Разрушительные землетрясения случаются несколько раз в столетие. Пик численности населения «Страны восходящего солнца» пришёлся на декабрь 2004 года — тогда оно превышало 127,84 млн. Япония стала первым государством Азии, перешедшим от второго к первому типу его воспроизводства. Так в 2005 году население Японии впервые сократилось. Вызвано это тем, что количество рождающихся детей уже с середины 1990-х годов ниже уровня для естественного воспроизводства населения. По состоянию на 2013 год, оно составляло 127 300 000 граждан. Крупной проблемой для Японии стало быстрое увеличение доли лиц, старше 65 лет. Продолжительность жизни в этой стране одна из самых высоких в мире (81,7 лет у мужчин, 87,7 года у женщин). Население Японии отличается расовой, национальной и языковой однородностью (97 % составляют японцы). Тем не менее, в стране живут около 600 тыс. корейцев, хотя многие из них родились и выросли на островах, говорят на японском языке и в основном имеют японские имена. Из других народностей значительна численность проживающих китайцев. Также выделяются рюкюсцы, эта, айны, а также нивхи и ороки. Также в Токио и Кобе есть незначительная еврейская диаспора.

## Демографическая статистика
| Год  | Численность населения | Количество родившихся | Количество умерших | Естественный прирост населения | Рождений (на 1000 человек) | Смертей (на 1000 человек) | Естественный прирост (на 1000 человек) | Суммарный коэффициент рождаемости | Коэффициент младенческой смертности (на 1000 новорождённых) | Ожидаемая продолжительность жизни (мужчин) | Ожидаемая продолжительность жизни (женщин) |
| ---- | --------------------- | --------------------- | ------------------ | ------------------------------ | -------------------------- | ------------------------- | -------------------------------------- | --------------------------------- | ----------------------------------------------------------- | ------------------------------------------ | ------------------------------------------ |
| 1899 |                       | 1,386,991             | 932,087            | 454,894                        | 32.0                       | 21.5                      | 10.5                                   | 4.73                              | 153.8                                                       |                                            |                                            |
| 1900 | 43,847,000            | 1,420,534             | 910,744            | 509,790                        | 32.4                       | 20.8                      | 11.6                                   | 4.69                              | 155.0                                                       |                                            |                                            |
| 1901 | 44,359,000            | 1,501,591             | 925,810            | 575,781                        | 33.9                       | 20.9                      | 13.0                                   | 5.01                              | 149.9                                                       |                                            |                                            |
| 1902 | 44,964,000            | 1,510,853             | 959,126            | 551,709                        | 33.6                       | 21.3                      | 12.3                                   | 4.97                              | 154.0                                                       |                                            |                                            |
| 1903 | 45,546,000            | 1,489,816             | 931,008            | 558,808                        | 32.0                       | 20.0                      | 13.5                                   | 4.83                              | 152.4                                                       |                                            |                                            |
| 1904 | 46,135,000            | 1,440,371             | 955,400            | 484,971                        | 30.6                       | 21.2                      | 10.7                                   | 4.61                              | 151.9                                                       |                                            |                                            |
| 1905 | 46,620,000            | 1,452,770             | 1,004,661          | 448,109                        | 30.6                       | 21.9                      | 10.1                                   | 4.52                              | 151.7                                                       |                                            |                                            |
| 1906 | 47,038,000            | 1,394,295             | 955,256            | 439,039                        | 29.0                       | 20.0                      | 10.6                                   | 4.38                              | 153.6                                                       |                                            |                                            |
| 1907 | 47,416,000            | 1,614,472             | 1,016,798          | 597,674                        | 33.2                       | 21.0                      | 13.9                                   | 5.03                              | 151.3                                                       |                                            |                                            |
| 1908 | 47,965,000            | 1,662,815             | 1,029,447          | 633,368                        | 33.7                       | 20.9                      | 14.5                                   | 5.13                              | 158.0                                                       |                                            |                                            |
| 1909 | 48,554,000            | 1,693,850             | 1,091,264          | 602,586                        | 33.9                       | 21.9                      | 13.8                                   | 5.16                              | 167.3                                                       |                                            |                                            |
| 1910 | 49,184,000            | 1,712,857             | 1,064,234          | 648,623                        | 33.9                       | 21.1                      | 14.5                                   | 5.01                              | 161.2                                                       |                                            |                                            |
| 1911 | 49,852,000            | 1,747,803             | 1,043,906          | 703,897                        | 34.1                       | 20.4                      | 15.5                                   | 5.19                              | 158.4                                                       |                                            |                                            |
| 1912 | 50,577,000            | 1,737,674             | 1,037,016          | 700,658                        | 33.4                       | 20.0                      | 15.3                                   | 5.08                              | 154.2                                                       |                                            |                                            |
| 1913 | 51,305,000            | 1,757,441             | 1,027,257          | 730,184                        | 33.3                       | 19.5                      | 15.6                                   | 5.07                              | 152.1                                                       |                                            |                                            |
| 1914 | 52,039,000            | 1,808,402             | 1,101,815          | 706,587                        | 33.8                       | 20.6                      | 14.9                                   | 5.14                              | 158.5                                                       |                                            |                                            |
| 1915 | 52,752,000            | 1,799,326             | 1,093,793          | 705,533                        | 33.2                       | 20.2                      | 14.4                                   | 4.91                              | 160.4                                                       |                                            |                                            |
| 1916 | 53,496,000            | 1,804,822             | 1,187,832          | 616,990                        | 32.9                       | 21.6                      | 12.7                                   | 4.98                              | 170.3                                                       |                                            |                                            |
| 1917 | 54,134,000            | 1,812,413             | 1,199,669          | 612,744                        | 32.7                       | 21.6                      | 12.5                                   | 4.95                              | 173.2                                                       |                                            |                                            |
| 1918 | 54,739,000            | 1,791,992             | 1,493,162          | 298,830                        | 32.2                       | 26.7                      | 6.4                                    | 4.83                              | 188.6                                                       |                                            |                                            |
| 1919 | 55,033,000            | 1,778,685             | 1,281,965          | 496,720                        | 31.6                       | 22.8                      | 10.2                                   | 4.77                              | 170.5                                                       |                                            |                                            |
| 1920 | 55,963,000            | 2,025,564             | 1,422,096          | 603,468                        | 36.2                       | 25.4                      | 12.0                                   | 5.35                              | 165.7                                                       |                                            |                                            |
| 1921 | 56,666,000            | 1,990,876             | 1,288,570          | 702,306                        | 35.1                       | 22.7                      | 12.4                                   | 5.22                              | 168.3                                                       |                                            |                                            |
| 1922 | 57,390,000            | 1,969,314             | 1,286,941          | 682,373                        | 34.3                       | 22.4                      | 11.9                                   | 5.12                              | 166.4                                                       |                                            |                                            |
| 1923 | 58,119,000            | 2,043,297             | 1,332,485          | 710,812                        | 35.2                       | 22.9                      | 12.2                                   | 5.26                              | 163.4                                                       |                                            |                                            |
| 1924 | 58,876,000            | 1,998,520             | 1,254,946          | 743,574                        | 33.9                       | 21.3                      | 12.6                                   | 5.07                              | 156.2                                                       |                                            |                                            |
| 1925 | 59,737,000            | 2,086,091             | 1,210,706          | 875,395                        | 34.9                       | 20.3                      | 14.5                                   | 5.10                              | 142.4                                                       |                                            |                                            |
| 1926 | 60,741,000            | 2,104,405             | 1,160,734          | 943,671                        | 34.6                       | 19.1                      | 15.5                                   | 5.19                              | 137.5                                                       |                                            |                                            |
| 1927 | 61,659,000            | 2,060,737             | 1,214,323          | 846,414                        | 33.4                       | 19.7                      | 13.7                                   | 5.00                              | 141.6                                                       |                                            |                                            |
| 1928 | 62,595,000            | 2,135,852             | 1,236,711          | 899,141                        | 34.1                       | 19.8                      | 14.4                                   | 5.09                              | 136.7                                                       |                                            |                                            |
| 1929 | 63,461,000            | 2,077,026             | 1,261,228          | 815,798                        | 32.7                       | 19.9                      | 12.9                                   | 4.87                              | 142.1                                                       |                                            |                                            |
| 1930 | 64,450,000            | 2,085,101             | 1,170,867          | 914,234                        | 32.4                       | 18.2                      | 14.2                                   | 4.70                              | 124.1                                                       |                                            |                                            |
| 1931 | 65,457,000            | 2,102,784             | 1,240,891          | 861,893                        | 32.1                       | 19.0                      | 13.2                                   | 4.76                              | 131.5                                                       |                                            |                                            |
| 1932 | 65,800,000            | 2,182,742             | 1,175,344          | 1,007,398                      | 32.9                       | 17.7                      | 15.2                                   | 4.86                              | 117.5                                                       |                                            |                                            |
| 1933 | 66,790,000            | 2,121,253             | 1,193,987          | 927,266                        | 31.5                       | 17.7                      | 13.8                                   | 4.63                              | 121.3                                                       |                                            |                                            |
| 1934 | 67,680,000            | 2,043,783             | 1,234,684          | 809,099                        | 29.9                       | 18.1                      | 11.9                                   | 4.39                              | 124.8                                                       |                                            |                                            |
| 1935 | 68,662,000            | 2,190,704             | 1,161,936          | 1,028,768                      | 31.6                       | 16.8                      | 14.9                                   | 4.59                              | 106.7                                                       |                                            |                                            |
| 1936 | 69,590,000            | 2,101,969             | 1,230,278          | 871,691                        | 30.0                       | 17.5                      | 12.4                                   | 4.34                              | 116.7                                                       | 46.92                                      | 49.63                                      |
| 1937 | 70,360,000            | 2,180,734             | 1,207,899          | 972,835                        | 30.9                       | 17.1                      | 13.7                                   | 4.45                              | 105.8                                                       |                                            |                                            |
| 1938 | 70,590,000            | 1,928,321             | 1,259,805          | 668,516                        | 27.2                       | 17.7                      | 9.4                                    | 3.88                              | 114.4                                                       |                                            |                                            |
| 1939 | 70,930,000            | 1,901,573             | 1,268,760          | 632,813                        | 26.6                       | 17.8                      | 8.8                                    | 3.80                              | 106.2                                                       |                                            |                                            |
| 1940 | 71,540,000            | 2,115,867             | 1,186,595          | 929,272                        | 29.4                       | 16.4                      | 12.9                                   | 4.11                              | 90.0                                                        |                                            |                                            |
| 1941 | 72,750,000            | 2,277,283             | 1,149,559          | 1,127,724                      | 31.1                       | 15.7                      | 15.4                                   | 4.36                              | 84.1                                                        |                                            |                                            |
| 1942 | 73,450,000            | 2,233,660             | 1,166,630          | 1,067,030                      | 30.3                       | 15.8                      | 14.4                                   | 4.18                              | 85.5                                                        |                                            |                                            |
| 1943 | 73,980,000            | 2,253,535             | 1,213,811          | 1,039,724                      | 30.3                       | 16.3                      | 13.9                                   | 4.11                              | 86.6                                                        |                                            |                                            |
| 1944 | 73,865,000            | 2,149,843             | 1,279,639          | 870,204                        | 29.2                       | 17.4                      | 11.8                                   | 3.95                              |                                                             |                                            |                                            |
| 1945 | 72,410,000            | 1,685,583             | 2,113,798          | -428,215                       | 23.2                       | 29.2                      | -5.9                                   | 3.11                              |                                                             |                                            |                                            |
| 1946 | 75,300,000            | 1,905,809             | 1,326,592          | 579,217                        | 25.3                       | 17.6                      | 7.7                                    | 3.37                              |                                                             |                                            |                                            |
| 1947 | 78,025,000            | 2,678,792             | 1,138,238          | 1,540,554                      | 34.3                       | 14.6                      | 19.7                                   | 4.54                              | 76.7                                                        | 50.06                                      | 53.96                                      |
| 1948 | 79,500,000            | 2,681,624             | 950,610            | 1,731,014                      | 33.7                       | 12.0                      | 21.8                                   | 4.40                              | 61.7                                                        | 55.6                                       | 59.4                                       |
| 1949 | 81,300,000            | 2,696,638             | 945,444            | 1,751,194                      | 33.2                       | 11.6                      | 21.5                                   | 4.32                              | 62.5                                                        | 56.2                                       | 59.8                                       |
| 1950 | 82,900,000            | 2,337,507             | 904,876            | 1,432,631                      | 28.2                       | 10.9                      | 17.3                                   | 3.65                              | 60.1                                                        | 58.0                                       | 61.5                                       |
| 1951 | 84,235,000            | 2,137,689             | 838,998            | 1,298,691                      | 25.4                       | 10.0                      | 15.4                                   | 3.26                              | 57.5                                                        | 59.57                                      | 62.97                                      |
| 1952 | 85,503,000            | 2,005,162             | 765,068            | 1,240,094                      | 23.5                       | 8.9                       | 14.5                                   | 2.98                              | 49.4                                                        | 61.9                                       | 65.5                                       |
| 1953 | 86,695,000            | 1,868,040             | 772,547            | 1,095,493                      | 21.5                       | 8.9                       | 12.6                                   | 2.69                              | 48.9                                                        | 61.9                                       | 65.7                                       |
| 1954 | 87,976,000            | 1,769,580             | 721,491            | 1,048,089                      | 20.1                       | 8.2                       | 11.9                                   | 2.48                              | 44.6                                                        | 63.41                                      | 67.69                                      |
| 1955 | 89,020,000            | 1,730,692             | 693,523            | 1,037,169                      | 19.4                       | 7.8                       | 11.7                                   | 2.37                              | 39.8                                                        | 63.60                                      | 67.75                                      |
| 1956 | 89,953,000            | 1,665,278             | 724,460            | 940,818                        | 18.5                       | 8.1                       | 10.5                                   | 2.22                              | 40.6                                                        | 63.59                                      | 67.54                                      |
| 1957 | 90,734,000            | 1,566,713             | 752,445            | 814,268                        | 17.3                       | 8.3                       | 9.0                                    | 2.04                              | 40.0                                                        | 63.24                                      | 67.60                                      |
| 1958 | 91,546,000            | 1,653,469             | 684,189            | 969,280                        | 18.1                       | 7.5                       | 10.6                                   | 2.11                              | 34.5                                                        | 64.98                                      | 69.61                                      |
| 1959 | 92,434,000            | 1,626,088             | 689,959            | 936,129                        | 17.6                       | 7.5                       | 10.1                                   | 2.04                              | 33.7                                                        | 65.21                                      | 69.88                                      |
| 1960 | 94,094,000            | 1,606,041             | 706,599            | 899,442                        | 17.3                       | 7.6                       | 9.7                                    | 2.00                              | 30.7                                                        | 65.32                                      | 70.19                                      |
| 1961 | 94,943,000            | 1,589,372             | 695,644            | 893,728                        | 17.0                       | 7.4                       | 9.6                                    | 1.96                              | 28.6                                                        | 66.03                                      | 70.79                                      |
| 1962 | 95,832,000            | 1,618,616             | 710,265            | 908,351                        | 17.1                       | 7.5                       | 9.6                                    | 1.98                              | 26.4                                                        | 66.23                                      | 71.16                                      |
| 1963 | 96,812,000            | 1,659,521             | 670,770            | 988,751                        | 17.4                       | 7.0                       | 10.4                                   | 2.00                              | 23.2                                                        | 67.21                                      | 72.34                                      |
| 1964 | 97,826,000            | 1,716,761             | 673,067            | 1,043,694                      | 17.8                       | 6.9                       | 10.8                                   | 2.05                              | 20.4                                                        | 67.67                                      | 72.87                                      |
| 1965 | 98,883,000            | 1,823,697             | 700,438            | 1,123,259                      | 18.7                       | 7.1                       | 11.5                                   | 2.14                              | 18.5                                                        | 67.74                                      | 72.92                                      |
| 1966 | 99,790,000            | 1,360,974             | 670,342            | 690,632                        | 13.8                       | 6.8                       | 7.1                                    | 1.58                              | 19.3                                                        | 68.35                                      | 73.61                                      |
| 1967 | 100,725,000           | 1,935,647             | 675,006            | 1,260,641                      | 19.4                       | 6.7                       | 12.7                                   | 2.23                              | 14.9                                                        | 68.91                                      | 74.15                                      |
| 1968 | 102,061,000           | 1,871,839             | 686,555            | 1,185,284                      | 18.5                       | 6.8                       | 11.8                                   | 2.13                              | 15.3                                                        | 69.05                                      | 74.30                                      |
| 1969 | 103,172,000           | 1,889,815             | 693,787            | 1,196,028                      | 18.5                       | 6.8                       | 11.7                                   | 2.13                              | 14.2                                                        | 69.18                                      | 74.67                                      |
| 1970 | 104,345,000           | 1,934,239             | 712,962            | 1,221,277                      | 18.7                       | 6.9                       | 11.9                                   | 2.13                              | 13.1                                                        | 69.31                                      | 74.66                                      |
| 1971 | 105,697,000           | 2,000,973             | 684,521            | 1,316,452                      | 19.1                       | 6.5                       | 12.6                                   | 2.16                              | 12.4                                                        | 70.17                                      | 75.58                                      |
| 1972 | 107,188,000           | 2,038,682             | 683,751            | 1,354,931                      | 19.2                       | 6.4                       | 12.8                                   | 2.14                              | 11.7                                                        | 70.50                                      | 75.94                                      |
| 1973 | 108,709,000           | 2,091,983             | 709,416            | 1,382,567                      | 19.2                       | 6.5                       | 12.7                                   | 2.14                              | 11.3                                                        | 70.70                                      | 76.02                                      |
| 1974 | 110,162,000           | 2,029,989             | 710,510            | 1,319,479                      | 18.4                       | 6.4                       | 12.0                                   | 2.05                              | 10.8                                                        | 71.16                                      | 76.31                                      |
| 1975 | 111,573,000           | 1,901,440             | 702,275            | 1,199,165                      | 17.0                       | 6.3                       | 10.7                                   | 1.91                              | 10.0                                                        | 71.73                                      | 76.89                                      |
| 1976 | 112,775,000           | 1,832,617             | 703,270            | 1,129,347                      | 16.3                       | 6.2                       | 10.0                                   | 1.85                              | 9.3                                                         | 72.15                                      | 77.35                                      |
| 1977 | 113,872,000           | 1,755,100             | 690,074            | 1,065,026                      | 15.4                       | 6.1                       | 9.4                                    | 1.80                              | 8.9                                                         | 72.69                                      | 77.95                                      |
| 1978 | 114,534,000           | 1,708,643             | 695,821            | 1,012,822                      | 14.9                       | 6.1                       | 8.8                                    | 1.79                              | 8.4                                                         | 72.97                                      | 78.33                                      |
| 1979 | 115,496,000           | 1,642,580             | 689,664            | 952,916                        | 14.2                       | 6.0                       | 8.2                                    | 1.77                              | 7.9                                                         | 73.46                                      | 78.89                                      |
| 1980 | 116,320,358           | 1,576,889             | 722,801            | 854,088                        | 13.6                       | 6.2                       | 7.3                                    | 1.75                              | 7.5                                                         | 73.35                                      | 78.76                                      |
| 1981 | 117,222,000           | 1,529,455             | 720,262            | 809,193                        | 13.0                       | 6.1                       | 6.9                                    | 1.74                              | 7.1                                                         | 73.79                                      | 79.13                                      |
| 1982 | 118,043,000           | 1,515,392             | 711,883            | 803,509                        | 12.8                       | 6.0                       | 6.8                                    | 1.77                              | 6.6                                                         | 74.22                                      | 79.66                                      |
| 1983 | 118,839,000           | 1,508,687             | 740,038            | 768,649                        | 12.7                       | 6.2                       | 6.5                                    | 1.80                              | 6.2                                                         | 74.20                                      | 79.78                                      |
| 1983 | 118,839,000           | 1,508,687             | 740,038            | 768,649                        | 12.7                       | 6.2                       | 6.5                                    | 1.80                              | 6.2                                                         | 74.20                                      | 79.78                                      |
| 1984 | 119,493,000           | 1,489,780             | 740,247            | 749,533                        | 12.5                       | 6.2                       | 6.3                                    | 1.81                              | 6.0                                                         | 74.54                                      | 80.18                                      |
| 1985 | 120,248,923           | 1,431,577             | 752,283            | 679,294                        | 11.9                       | 6.3                       | 5.6                                    | 1.76                              | 5.5                                                         | 74.78                                      | 80.48                                      |
| 1986 | 120,919,000           | 1,382,946             | 750,620            | 632,326                        | 11.4                       | 6.2                       | 5.2                                    | 1.72                              | 5.2                                                         | 75.23                                      | 80.93                                      |
| 1987 | 121,782,000           | 1,346,658             | 751,172            | 595,486                        | 11.1                       | 6.2                       | 4.9                                    | 1.69                              | 5.0                                                         | 75.61                                      | 81.39                                      |
| 1988 | 122,347,000           | 1,314,006             | 793,014            | 520,992                        | 10.8                       | 6.5                       | 4.3                                    | 1.66                              | 4.8                                                         | 75.54                                      | 81.30                                      |
| 1989 | 122,956,000           | 1,246,802             | 788,594            | 458,208                        | 10.2                       | 6.4                       | 3.7                                    | 1.57                              | 4.6                                                         | 75.91                                      | 81.77                                      |
| 1990 | 123,411,167           | 1,221,585             | 820,305            | 401,280                        | 10.0                       | 6.7                       | 3.3                                    | 1.54                              | 4.6                                                         | 75.92                                      | 81.90                                      |
| 1991 | 123,923,000           | 1,223,245             | 829,797            | 393,448                        | 9.9                        | 6.7                       | 3.2                                    | 1.53                              | 4.4                                                         | 76.11                                      | 82.11                                      |
| 1992 | 124,376,000           | 1,208,989             | 856,643            | 352,346                        | 9.8                        | 6.9                       | 2.9                                    | 1.50                              | 4.5                                                         | 76.09                                      | 82.22                                      |
| 1993 | 124,807,000           | 1,188,282             | 878,532            | 309,750                        | 9.6                        | 7.1                       | 2.5                                    | 1.46                              | 4.3                                                         | 76.25                                      | 82.51                                      |
| 1994 | 125,259,000           | 1,238,328             | 875,933            | 362,395                        | 10.0                       | 7.1                       | 2.9                                    | 1.50                              | 4.2                                                         | 76.57                                      | 82.98                                      |
| 1995 | 125,670,246           | 1,187,064             | 922,139            | 264,925                        | 9.6                        | 7.4                       | 2.2                                    | 1.42                              | 4.3                                                         | 76.38                                      | 82.85                                      |
| 1996 | 126,118,000           | 1,206,555             | 896,211            | 310,344                        | 9.7                        | 7.2                       | 2.5                                    | 1.43                              | 3.8                                                         | 77.01                                      | 83.59                                      |
| 1997 | 126,581,000           | 1,191,665             | 913,402            | 278,263                        | 9.5                        | 7.3                       | 2.2                                    | 1.39                              | 3.7                                                         | 77.19                                      | 83.82                                      |
| 1998 | 127,028,000           | 1,203,147             | 936,484            | 266,663                        | 9.6                        | 7.5                       | 2.1                                    | 1.38                              | 3.6                                                         | 77.16                                      | 84.01                                      |
| 1999 | 127,427,000           | 1,177,669             | 982,031            | 195,638                        | 9.4                        | 7.8                       | 1.6                                    | 1.34                              | 3.4                                                         | 77.10                                      | 83.99                                      |
| 2000 | 127,775,843           | 1,190,547             | 961,653            | 228,894                        | 9.5                        | 7.7                       | 1.8                                    | 1.36                              | 3.2                                                         | 77.72                                      | 84.60                                      |
| 2001 | 127,876,000           | 1,170,662             | 970,331            | 200,331                        | 9.3                        | 7.7                       | 1.6                                    | 1.33                              | 3.1                                                         | 78.07                                      | 84.93                                      |
| 2002 | 127,926,000           | 1,153,855             | 982,379            | 171,476                        | 9.2                        | 7.8                       | 1.4                                    | 1.32                              | 3.0                                                         | 78.32                                      | 85.23                                      |
| 2003 | 127,964,000           | 1,123,610             | 1,014,951          | 108,659                        | 8.9                        | 8.0                       | 0.9                                    | 1.29                              | 3.0                                                         | 78.36                                      | 85.33                                      |
| 2004 | 128,027,000           | 1,110,721             | 1,028,602          | 82,119                         | 8.8                        | 8.2                       | 0.6                                    | 1.29                              | 2.8                                                         | 78.64                                      | 85.59                                      |
| 2005 | 127,967,994           | 1,062,530             | 1,083,796          | -21,266                        | 8.4                        | 8.6                       | -0.2                                   | 1.26                              | 2.8                                                         | 78.56                                      | 85.52                                      |
| 2006 | 127,901,000           | 1,092,674             | 1,084,451          | 8,223                          | 8.7                        | 8.6                       | 0.1                                    | 1.32                              | 2.6                                                         | 79.00                                      | 85.81                                      |
| 2007 | 128,033,000           | 1,089,818             | 1,108,334          | -18,516                        | 8.6                        | 8.8                       | -0.2                                   | 1.34                              | 2.6                                                         | 79.19                                      | 85.99                                      |
| 2008 | 128,083,960           | 1,091,156             | 1,142,407          | -51,251                        | 8.7                        | 9.1                       | -0.4                                   | 1.37                              | 2.6                                                         | 79.29                                      | 86.05                                      |
| 2009 | 127,510,000           | 1,070,036             | 1,141,865          | -71,829                        | 8.5                        | 9.1                       | -0.6                                   | 1.37                              | 2.4                                                         | 79.59                                      | 86.44                                      |
| 2010 | 128,057,352           | 1,071,305             | 1,197,014          | -125,709                       | 8.5                        | 9.5                       | -1.0                                   | 1.39                              | 2.3                                                         | 79.64                                      | 86.39                                      |
| 2011 | 127,834,233           | 1,050,807             | 1,253,068          | -202,261                       | 8.3                        | 9.9                       | -1.6                                   | 1.39                              | 2.3                                                         | 79.44                                      | 85.90                                      |
| 2012 | 127,592,657           | 1,037,232             | 1,256,359          | -219,127                       | 8.2                        | 10.0                      | -1.8                                   | 1.41                              | 2.2                                                         | 79.93                                      | 86.37                                      |
| 2013 | 127,413,888           | 1,029,817             | 1,268,438          | -238,621                       | 8.2                        | 10.1                      | -1.9                                   | 1.43                              | 2.1                                                         | 80.19                                      | 86.56                                      |
| 2014 | 127,237,150           | 1,003,609             | 1,273,025          | -269,416                       | 8.0                        | 10.1                      | -2.1                                   | 1.42                              |                                                             | 80.48                                      | 86.77                                      |
| 2015 | 127,094,745           | 1,005,721             | 1,290,510          | -284,789                       | 8.0                        | 10.3                      | -2.3                                   | 1.45                              | 1.9                                                         | 80.75                                      | 86.98                                      |
| 2016 | 126,932,772           | 977,242               | 1,308,158          | -330,916                       | 7.8                        | 10.5                      | -2.7                                   | 1.44                              |                                                             | 80.98                                      | 87.14                                      |
| 2017 | 126,706,210           | 946,146               | 1,340,567          | -394,421                       | 7.6                        | 10.8                      | -3.2                                   | 1.43                              | 1.9                                                         | 81.09                                      | 87.26                                      |
| 2018 | 126,443,180           | 918,400               | 1,362,470          | -444,070                       | 7.4                        | 11.0                      | -3.6                                   | 1.42                              |                                                             | 81.25                                      | 87.32                                      |
| 2019 | 126,166,948           | 865,239               | 1,381,093          | -515,854                       | 7.0                        | 11.2                      | -4.2                                   | 1.36                              |                                                             | 81.41                                      | 87.45                                      |
| 2020 | 126,146,099           | 840,832               | 1,372,648          | -531,816                       | 6.8                        | 11.0                      | -4.2                                   | 1.34                              |                                                             | 81.64                                      | 87.74                                      |
| 2021 | 125,502,000           | 831,000               | 1,475,000          | -644,000                       | 6.7                        | 11.6                      | -5.1                                   | 1.33                              | 1.6                                                         | 81.91                                      | 88.09                                      |
| 2022 | 124,947,000           | 770,747               | 1,568,961          | -798,214                       | 6.1                        | 12.5                      | -6.4                                   | 1.2                               |                                                             | 80.74                                      | 86.88                                      |
| 2023 | 124,190,213           | 727,000               | 1,590,503          | -863,503                       | 5.8                        | 12.7                      | -6.9                                   | 1.201                             |                                                             |                                            |                                            |

### Ожидаемая продолжительность жизни
| Возраст | 2010  | 2010  | 2010  | 2010 | 2020  | 2020  | 2020  | 2020 | 2023  | 2023  | 2023  | 2023 |
| Возраст | Общая | М     | Ж     | ЖΔМ  | Общая | М     | Ж     | ЖΔМ  | Общая | М     | Ж     | ЖΔМ  |
| ------- | ----- | ----- | ----- | ---- | ----- | ----- | ----- | ---- | ----- | ----- | ----- | ---- |
| 0       | 83,03 | 79,70 | 86,26 | 6,56 | 84,97 | 81,86 | 87,96 | 6,10 | 84,62 | 81,59 | 87,60 | 6,01 |
| 1       | 82,20 | 78,87 | 85,43 | 6,56 | 84,09 | 80,97 | 87,09 | 6,12 | 83,74 | 80,71 | 86,74 | 6,03 |
| 5       | 78,26 | 74,93 | 81,48 | 6,55 | 80,13 | 77,02 | 83,13 | 6,11 | 79,80 | 76,76 | 82,79 | 6,03 |
| 10      | 73,29 | 69,96 | 76,51 | 6,55 | 75,16 | 72,04 | 78,15 | 6,11 | 74,83 | 71,79 | 77,81 | 6,02 |
| 15      | 68,33 | 65,01 | 71,55 | 6,54 | 70,19 | 67,07 | 73,19 | 6,12 | 69,85 | 66,82 | 72,85 | 6,03 |
| 20      | 63,39 | 60,08 | 66,60 | 6,52 | 65,25 | 62,14 | 68,24 | 6,10 | 64,95 | 61,91 | 67,94 | 6,03 |
| 25      | 58,50 | 55,21 | 61,67 | 6,46 | 60,35 | 57,26 | 63,31 | 6,05 | 60,07 | 57,05 | 63,04 | 5,99 |
| 30      | 53,61 | 50,35 | 56,75 | 6,40 | 55,44 | 52,36 | 58,39 | 6,03 | 55,17 | 52,17 | 58,13 | 5,96 |
| 35      | 48,74 | 45,49 | 51,85 | 6,36 | 50,53 | 47,47 | 53,46 | 5,99 | 50,27 | 47,29 | 53,21 | 5,92 |
| 40      | 43,90 | 40,68 | 46,98 | 6,30 | 45,65 | 42,61 | 48,56 | 5,95 | 45,40 | 42,43 | 48,31 | 5,88 |
| 45      | 39,13 | 35,94 | 42,16 | 6,22 | 40,83 | 37,82 | 43,69 | 5,87 | 40,58 | 37,63 | 43,46 | 5,83 |
| 50      | 34,45 | 31,33 | 37,40 | 6,07 | 36,09 | 33,11 | 38,90 | 5,79 | 35,81 | 32,91 | 38,63 | 5,72 |
| 55      | 29,92 | 26,88 | 32,75 | 5,87 | 31,47 | 28,54 | 34,20 | 5,66 | 31,19 | 28,33 | 33,95 | 5,62 |
| 60      | 25,56 | 22,66 | 28,19 | 5,53 | 26,97 | 24,15 | 29,57 | 5,42 | 26,69 | 23,92 | 29,32 | 5,40 |
| 65      | 21,39 | 18,70 | 23,72 | 5,02 | 22,69 | 20,01 | 25,06 | 5,05 | 22,38 | 19,75 | 24,79 | 5,04 |
| 70      | 17,40 | 14,98 | 19,36 | 4,38 | 18,61 | 16,17 | 20,66 | 4,49 | 18,28 | 15,87 | 20,37 | 4,50 |
| 75      | 13,62 | 11,52 | 15,19 | 3,67 | 14,81 | 12,67 | 16,45 | 3,78 | 14,47 | 12,35 | 16,17 | 3,82 |
| 80      | 10,21 | 8,43  | 11,36 | 2,93 | 11,30 | 9,52  | 12,49 | 2,97 | 11,02 | 9,26  | 12,25 | 2,99 |
| 85      | 7,37  | 5,97  | 8,11  | 2,14 | 8,20  | 6,79  | 8,95  | 2,16 | 7,96  | 6,60  | 8,77  | 2,17 |
| 90      | 5,14  | 4,15  | 5,54  | 1,39 | 5,70  | 4,71  | 6,09  | 1,38 | 5,54  | 4,57  | 5,97  | 1,40 |
| 95      | 3,51  | 2,90  | 3,69  | 0,79 | 3,83  | 3,24  | 3,99  | 0,75 | 3,76  | 3,15  | 3,93  | 0,78 |
| 100     | 2,43  | 2,09  | 2,49  | 0,40 | 2,58  | 2,29  | 2,62  | 0,33 | 2,55  | 2,24  | 2,60  | 0,36 |
| 105     | 1,76  | 1,61  | 1,78  | 0,17 | 1,81  | 1,71  | 1,82  | 0,11 | 1,81  | 1,68  | 1,82  | 0,14 |
| 110     | 1,39  | 1,33  | 1,39  | 0,06 | 1,40  | 1,38  | 1,40  | 0,02 | 1,40  | 1,37  | 1,40  | 0,03 |

Источник данных: Национальный институт исследований в области населения и социального обеспечения

## Демографическое старение в Японии
Япония находится почти уже три десятилетия[когда?] в экономическом застое и постоянной дефляции. Немаловажным фактором, приведшим экономику Японии к данной ситуации, является демография. Уменьшение населения, вызванное демографическим кризисом и старением Японии. Японская нация является самой престарелой и одной из самых быстро стареющих в мире. По состоянию на 1 октября 2021 года 29,1 % населения Японии было старше 65 лет. Причиной может быть относительно непродолжительный по времени послевоенный беби-бум в Японии и строгая иммиграционная политика. Потребление уменьшается из-за уменьшения населения, вызванного на фоне старения населения превышением смертности над рождаемостью и строгой иммиграционной политикой. Накопленные свободные (не вложенные в экономику) денежные активы у населения увеличиваются, но из-за дефляции цены на товары и услуги с каждым годом падают, что ещё больше снижает спрос и оттягивает момент покупки товаров населением. Причиной возникновения демографического старения и затем, как следствие последующего демографического кризиса в Японии, как и в большинстве стран мира, является глобальный демографический переход, ведущий к демографическому старению населения Земли (кроме Африки южнее Сахары).

### Рождаемость
Пример Японии противоречит теории демографического перехода, согласно которой рождаемость проходит эволюцию от традиционно высокого уровня через постепенное снижение до низкого уровня в высокоразвитых странах. В Японии же, наоборот, после резкого падения рождаемости с 1650 по 1700 год и более пологого падения рождаемости в 18 веке произошел переход от низкой рождаемости в 18 веке через постепенное повышение в первой половине 19 века к высокой рождаемости в эпоху Мэйдзи с историческим пиком примерно в 1920 году и только потом началось постоянное снижение рождаемости. Например, в Восточной Японии в период с 1700 по 1800 год суммарный коэффициент рождаемости находился примерно на уровне 3,5 детей на одну женщину, что намного ниже показателей рождаемости не только Китая, но и европейских стран той эпохи (при этом около трети, а по другим данным 40 % детей убивали при рождении), к 1850 году в каждой семье было уже 4 или 5 детей (а население начало расти), в 1880-х годах этот показатель рос, в течение 30 лет находился на стабильном уровне в 5 детей на одну женщину, затем поднялся до 6 в 1910-х—1920-х годах, а в период с 1920-е по 1950-е годы Восточная Япония имела самую высокую рождаемость за всю свою историю. Низкая рождаемость[уточнить] и массовая практика убийства новорожденных сочеталась с высокой детской смертностью: например, в 19 веке только 67 % девочек доживало до 7 лет. В итоге в течение 18 века каждое следующее поколение было меньше предыдущего (нетто-коэффициент воспроизводства ниже 1), в начале 19 века этот показатель стал расти, после 1840 года численность новых поколений превысила численность поколений их родителей (нетто-коэффициент воспроизводства больше 1), а в 1920-х годах численность новых поколений в 2 раза превысила численность предыдущих (нетто-коэффициент воспроизводства 2), в 1950-х годах этот показатель упал почти наполовину и только в последние 20 лет нетто-коэффициент воспроизводства вернулся к уровню 18 века.
Япония позже других развитых индустриальных стран встала на путь снижения брачной рождаемости: внутри-семейное регулирование рождаемости появилось в Японии только в конце эпохи Мэйдзи, в начале 20 века.
В 2005 году население Японии впервые уменьшилось, так как уже долгое время рождаемость в стране находится на уровне ниже простого воспроизводства населения (1,4 ребёнка на женщину). Япония, которая практически не принимает иммигрантов, окажется в перспективе в прогнозируемом демографическом кризисе, при котором малое количество работающих должно будет содержать большую массу пенсионеров.
В 2006 году, впервые за много лет, рождаемость в Японии незначительно возросла, увеличившись на 12 707 человек по сравнению с 2005 годом. В общей сложности в 2006 году в Стране восходящего солнца родились 1 096 465 японцев. По данным 2008 года, рождаемость в этой стране равна 7,87 рождённых на 1000 населения.

### Суммарный коэффициент рождаемости
В мире уже около семидесяти стран, где суммарный коэффициент рождаемости упал ниже уровня воспроизводства населения (2,1 рождения на одну женщину). Одной из них является Япония, где суммарный коэффициент рождаемости составляет 1,4 (2018). Для сравнения в Южной Корее самый низкий суммарный коэффициент рождаемости в мире: 0,84 (на 2020 год). Поскольку японское законодательство не поощряет иммиграцию, Япония находится сейчас в числе стран, где население в силу отрицательного естественного прироста сокращается. Либерализация миграционного законодательства не сможет[почему?] существенно изменить положение из-за уже очень высокой доли населения старше трудоспособного возраста (1 июня 2021 года 29 % населения Японии было старше 65 лет), а из-за того, что во всех странах Восточной Азии (кроме Монголии) и Европы демографическая ситуация близка к японской и соответственно Япония уже не сможет пойти путём других развитых и экономически привлекательных стран мира, притормаживающих негативные экономические последствия, вызываемые демографическим кризисом, либеральной иммиграционной политикой, слегка омолаживающей на время население, постепенно замещая коренное население иммигрантами, немного повышая суммарный коэффициент рождаемости за счёт первого поколения иммигрантов и даже постепенно увеличивая население за счёт всё более нарастающей иммиграции.

### Смертность
Смертность в Японии равна 9,26 смертей на 1000 населения (2008). Продолжительность жизни населения Японии достаточно известна — её жители в среднем проживают дольше, чем кто-либо в мире. Коэффициент младенческой смертности в Японии считается одним из самых низких в мире. По статистике, в 2019 году в Японии от суицидов погибло 20 196 человек. По статистике, самоубийство — основная причина смерти среди японских граждан в возрасте 15-39 лет, и по сравнению со статистикой ВОЗ Япония единственная экономически развитая страна, где самоубийства являются основной причиной смерти среди лиц в возрасте 15-34 года. Это связано с тем, что в связи со старением населения (1 июня 2021 года 29 % населения Японии было старше 65 лет), уменьшения процента молодёжи в обществе, высоким уровнем жизни, безопасностью (Токио считается самым безопасным городом в мире, а Осака третьим по безопасности в мире), эффективной системой здравоохранения и строгой иммиграционной политикой, в Японии наблюдается очень низкий уровень насильственной преступности и уличного насилия, а использование исключительно безопасного общественного транспорта уменьшает количество дорожно-транспортных происшествий, которые являются непропорционально большими причинами смерти среди молодых и здоровых людей в странах мира.

## Религиозный состав
В настоящее время подавляющее большинство населения Японии официально считается последователями синтоизма (примерно 83,9 % жителей страны), который считается национальной японской религией, и буддизма (71,4 %), привезённого из Китая. В основе синтоизма лежит анимизм и культ природы. Объектами поклонения являются природные силы, души умерших и различные божества. В Японии широко распространён религиозный синкретизм: традиционно большинство японцев исповедуют одновременно синтоизм и буддизм.
Присутствуют также приверженцы иных религий, преимущественно христианства (2 %), в первую очередь католицизма и различных направлений протестантства. В то же время отношение большинства японцев к религии проявляется преимущественно на внешнем уровне, прежде всего как к части традиции. Так, по данным профессора Роберта Кисала, всего 30 % населения идентифицируют себя как верующие.

## Проблема пустующих домов
Из-за демографического старения Японии и депопуляции её населения, особенно в сельской, и малонаселённой местности, Япония сталкивается с проблемой: в сельских районах страны наблюдается переизбыток незанятых домов. Обследование жилищного фонда и земли в Японии, проводимое каждые пять лет, зафиксировало рекордный уровень в 8,49 миллионов заброшенных домов (яп. акия) в 2018 году. Эти заброшенные дома создали «деревни-призраки» в сельских префектурах Японии, где дома невозможно ни заселить, ни снести. В некоторых районах почти каждый пятый дом пустует. Правительство Японии предлагает такие стимулы, как дома за 500 долларов США и налоговые льготы, чтобы побудить жителей переехать из городских центров в сельские районы, но дешевого жилья может быть недостаточно, чтобы преодолеть культурный разрыв и бюрократические трудности, которые создает переезд в небольшой город. Молодые люди не решаются переезжать в сельские дома. На данный момент в Японии недостаточно трудоспособного населения для его высокой мобильности и активного переселения по стране. Тенденция миграции из сельской местности в города началась несколько десятилетий назад. В 1960 году в Японии на одну сельскую общину приходилось в среднем 39 домашних хозяйств. К 2015 году это число упало до 15. Согласно официальной переписи населения, проводимой правительством Японии каждые пять лет, из 47 префектур Японии по переписи 2018 года в 37 было зарегистрировано меньше населения, чем в 1995 году. В префектурах, где расположены три крупнейших города Японии (Токио, Иокогама и Осака), за тот же период наблюдался прирост населения.

## Семья
Семья в Японии является основной ячейкой современного общества.
По статистике 1997 года, в Японии 44,67 млн семей (при этом семьёй считаются даже те мужчины и женщины, которые живут поодиночке или были разведены). 24,5 % семей имеют двух членов семьи (здесь также бездетные семьи или неполные семьи с одним ребёнком), 18,3 % — семьи из трех человек, 18,9 % — семьи из четырёх человек, 7,4 % — семьи из пяти человек, 5,8 % — семьи, состоящие из шести и более человек. В 2000-е годы тенденция к уменьшению средней численности японской семьи продолжилась.
На 2000 г. С. Б. Маркарьян со ссылкой на официальную статистику подсчитал следующие данные по японским семьям: 27,6 % — один человек, 7,7 % — один родитель с ребёнком, 18,9 % — супружеская пара без детей, 31,9 % — супружеская пара с детьми, 7,6 % — семья из трех поколений, 6,3 % — другие. 

По 2010 году С. Б. Маркарьян дает следующую картину: 32,4 % — один человек, 8,6 % — один родитель с ребёнком, 19,8 % — супружеская пара без детей, 27,8 % — супружеская пара с детьми, 4,7 % — семья из трех поколений, 6,7 % — другие.

### Формы семьи
На протяжении всей истории форм семьи в Японии можно выделить несколько вариантов форм семьи. От элитарной матрилокальной формы до патрилинеарной. Элитарно матрилокальная форма — это когда муж переходит жить в родовой дом жены (в эпоху Хэйан), а патрилинеарная форма — это когда отец считается главой семьи и когда в семье бесперебойное семейное наследование по мужской линии. Самой распространенной формой семьи является патрилинеарная форма.
С периода Камакура, когда в социальной иерархии Японии высшее положение занимало военное сословие, к эпохе Эдо среди самураев однозначно сформировалась нуклеарная форма семьи, включающая только ближайших родственников. Глава семьи получал от своего господина фиксированный доход, что ограничивало разрастание семьи: вступать в брак и оставаться при этом в доме разрешалось только самому главе или потенциальному наследнику (старшему сыну). Дочери и младшие сыновья, если они желали иметь детей, вынуждены были переходить из родительского дома в другое место путем замужества или усыновления. При этом отношения в семье регулировались конфуцианскими понятиями, из-за чего патриарх в обмен на уважение и почитания остальных членов должен был относиться к ним достойно, обеспечивая минимально необходимые нужды. При этом, если наследник вдруг оказывался неспособен к управлению семьей, он мог быть исключен из порядка преемственности. Даже сегодня в Японии заметно влияние традиционной модели "дед — отец — сын" = "правитель — чиновник — подданный", когда вышестоящие и нижестоящие несут равную ответственность перед друг другом.
Однако с ростом населения и высокими темпами урбанизации возникают также альтернативные формы существования:
- синдром безбрачия / травоядные мужчины, поколение NEET (поколение ни-ни), паразит-одиночка, фурита.

### Роль женщины в семье
Ранее, в преобладающем количестве случаев, женщина в семье — это домохозяйка, сидящая дома с детьми и не работающая вне дома. Женщина отвечала за рациональное распределение средств, кухню, воспитание детей. Она практически полностью осуществляла ведение домашнего хозяйства: была одновременно и домашним экономистом, и бухгалтером, и поваром, и воспитателем, а к тому же часто и ткачихой, и портнихой и пр.
При этом, право выбора за зарождением новой семьи было у девушки, так повелось ещё с давних пор и об этом упоминается в старинных писаниях, легендах и сказках; все было легко: если девушке нравился юноша или любой другой свободный мужчина, то она могла прийти к нему и просить взять её в жены.
Но, из-за упадка развития экономики страны, сейчас некоторые женщины в японской семье работают на неполную ставку или на временной работе и на данный момент в Японии таких женщин достаточно. Это происходит из-за финансовых проблем семьи, связанных в основном с оплатой образования детей, а также с выплатами ссуды на приобретение жилища или оплаты его найма.

### Роль мужчины в семье
За мужчинами в японской семье закреплены почётные функции владения и повелевания. Основная его функция ясна: зарабатывать средства на содержание семьи. Вместе с тем роль «абсолютного владыки» и повелителя зачастую является лишь частью этикета и несёт только декоративную и ритуальную нагрузку, при том что в действительности женщина в японской семье может иметь не меньшую, а порой и бо́льшую меру власти и ответственности, чем в европейских семьях. Так сложилось благодаря тому, что ещё в древности самурай большую часть своего времени либо вообще отсутствовал, воюя где-то за свой клан, либо оттачивал своё боевое искусство.

## Поло-возрастная структура
- Слева: мужчины
- Справа: женщины.
- Ось ординат: возраст
- Ось абсцисс: количество (в десятках тысяч)

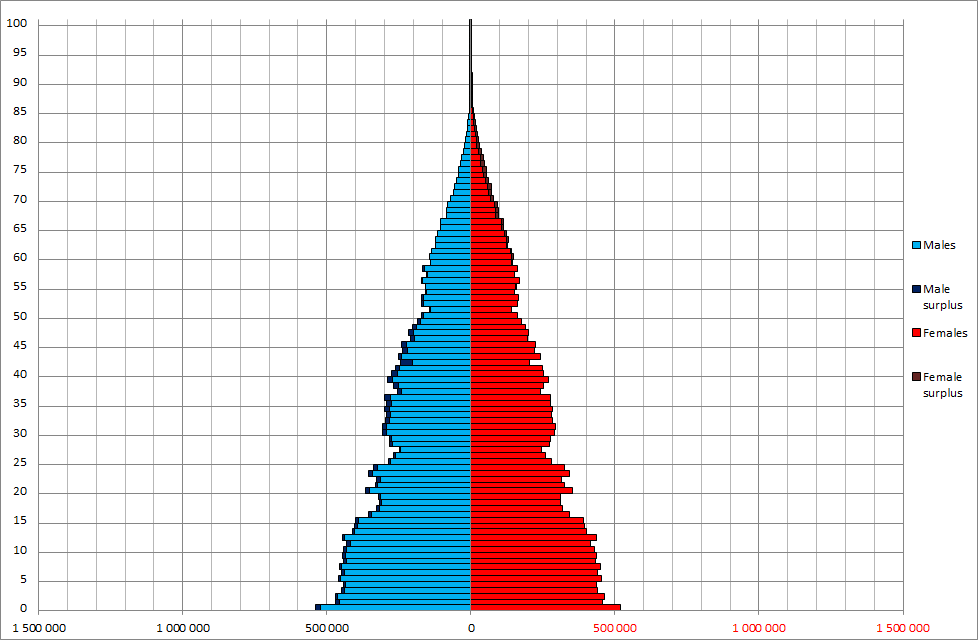
1888-12-31
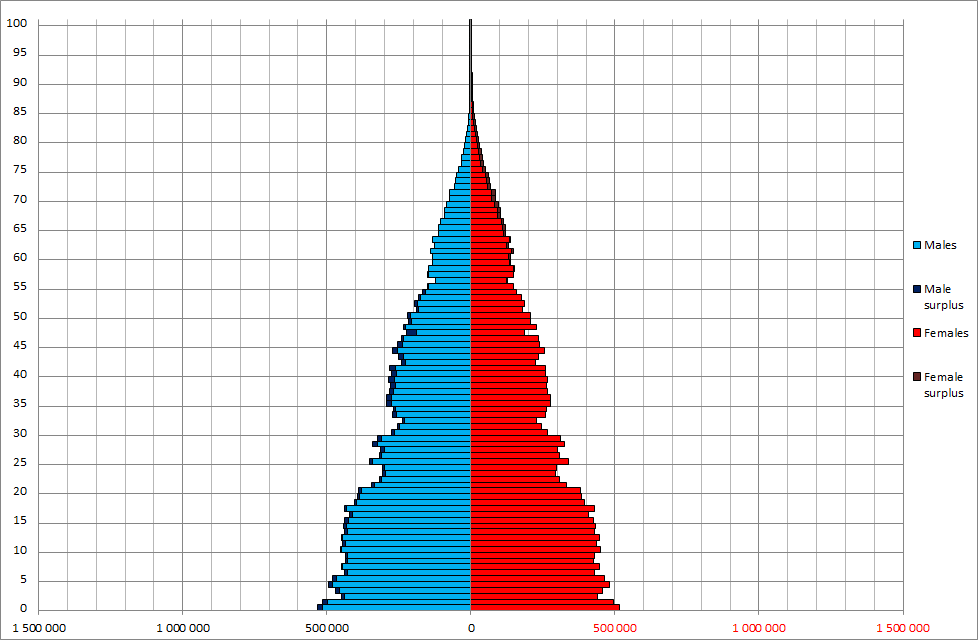
1893-12-31
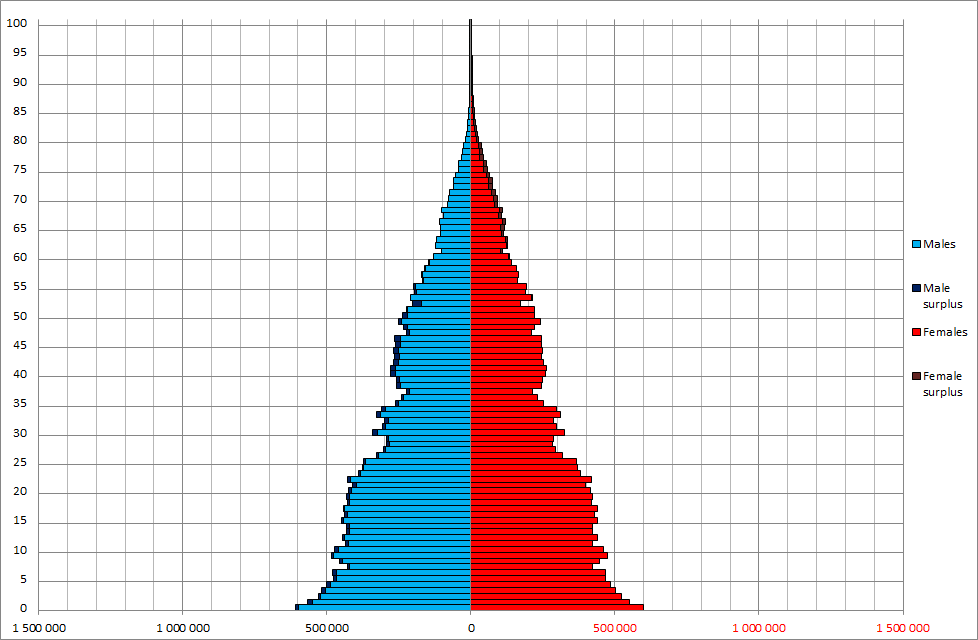
1898-12-31
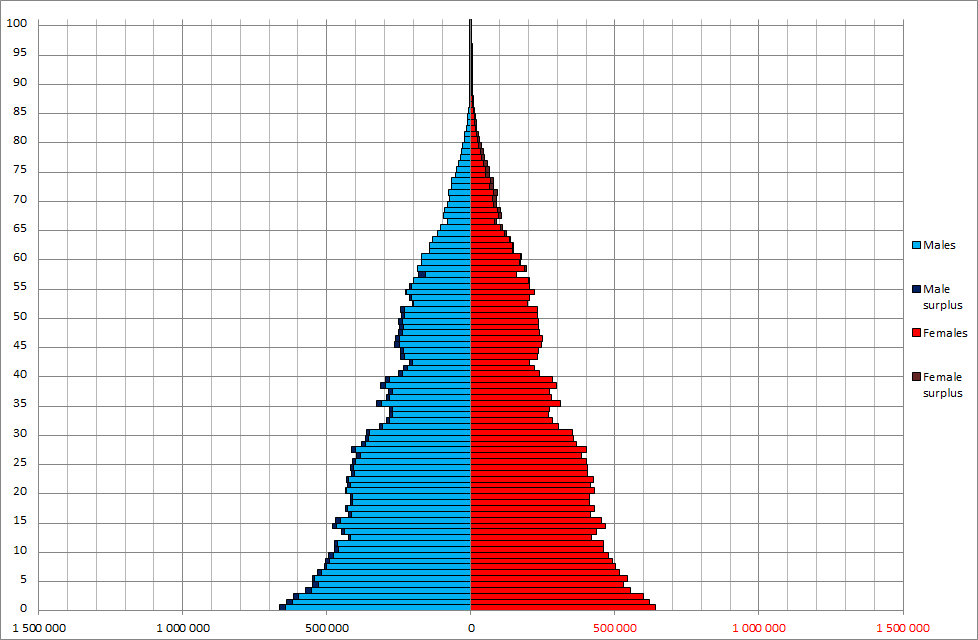
1903-12-31
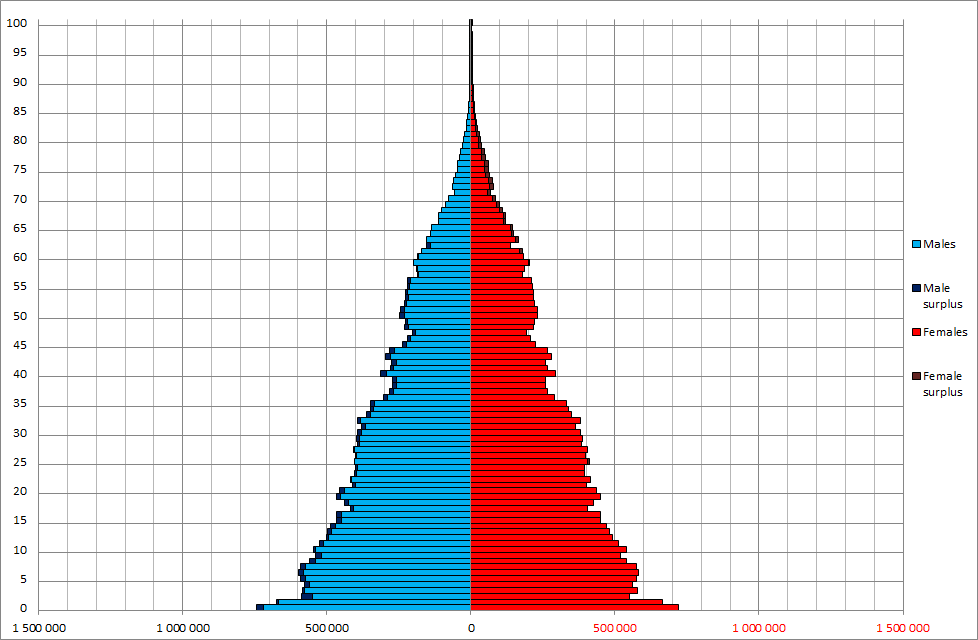
1908-12-31
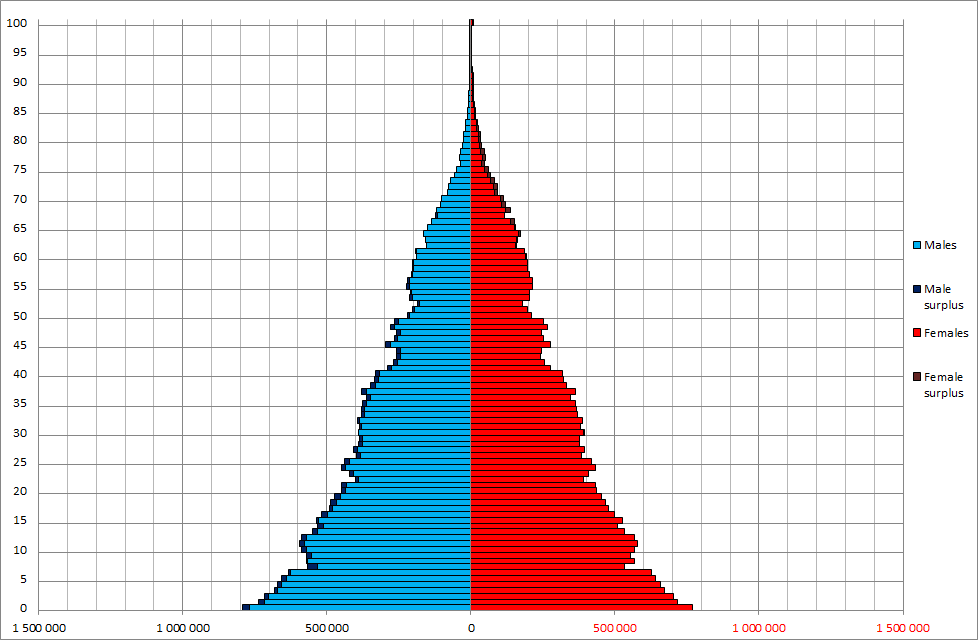
1913-12-31
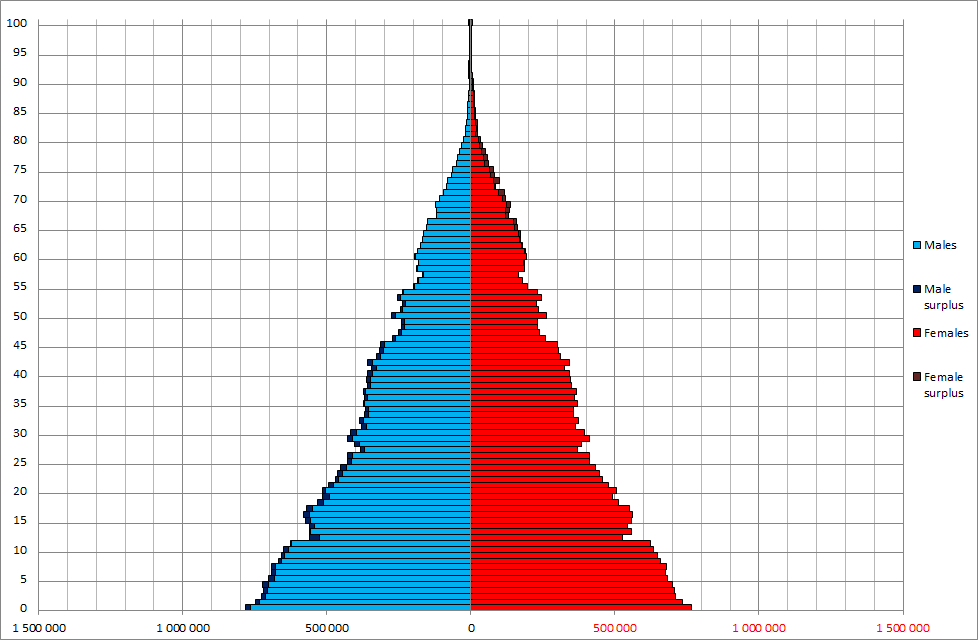
1918-12-31
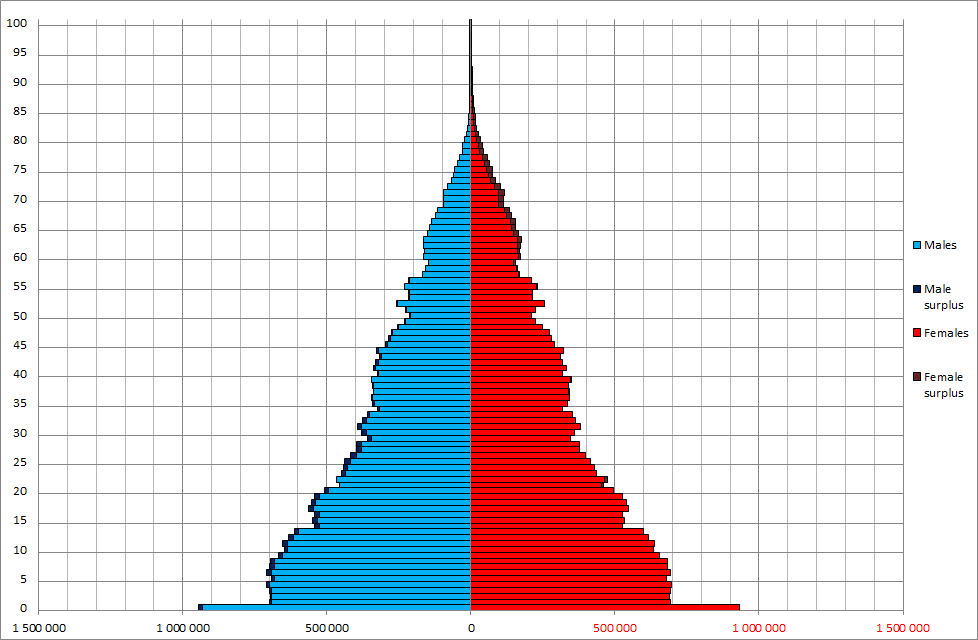
1920-10-01
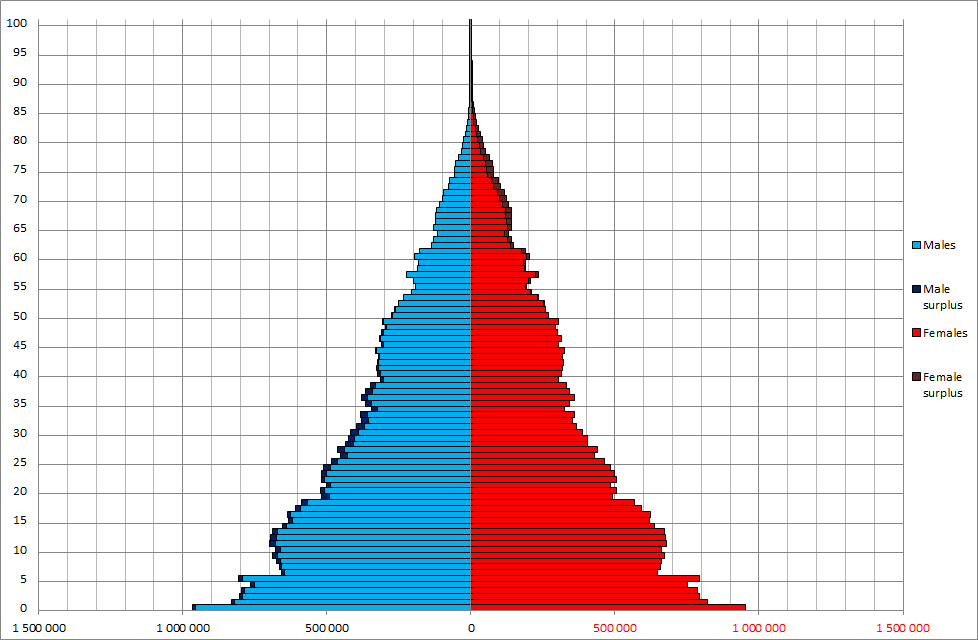
1925-10-01
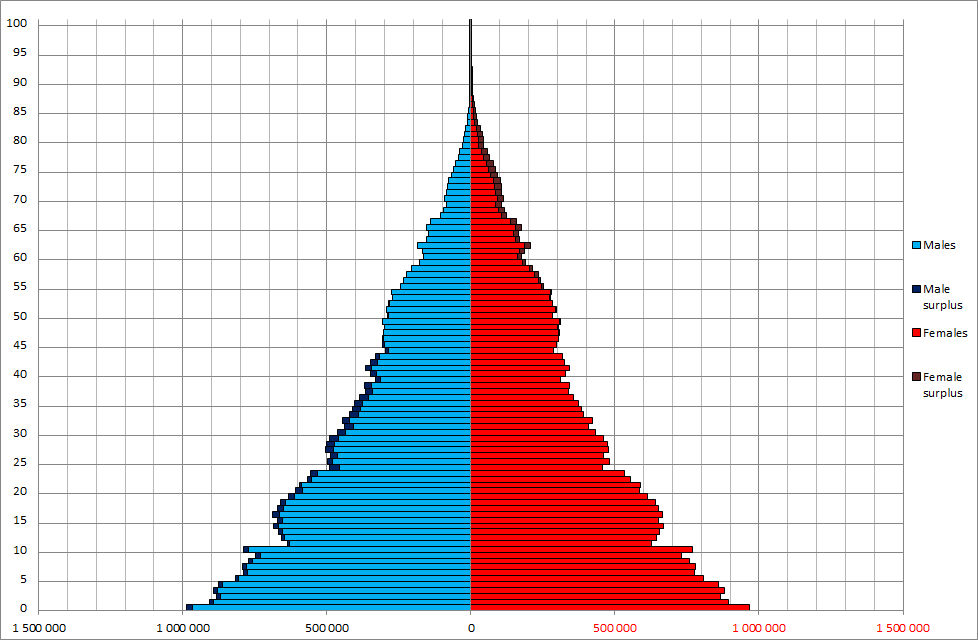
1930-10-01
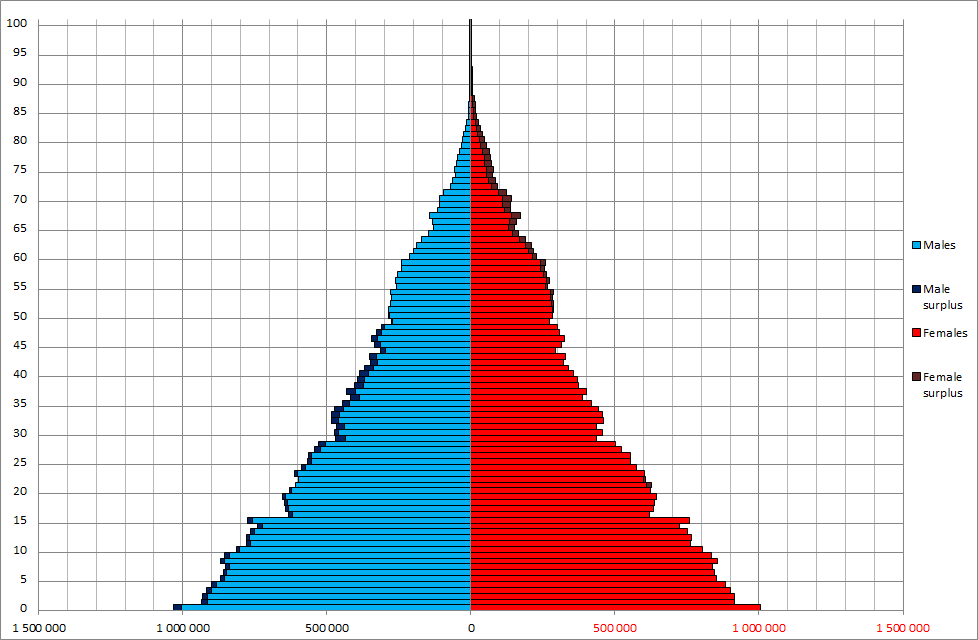
1935-10-01
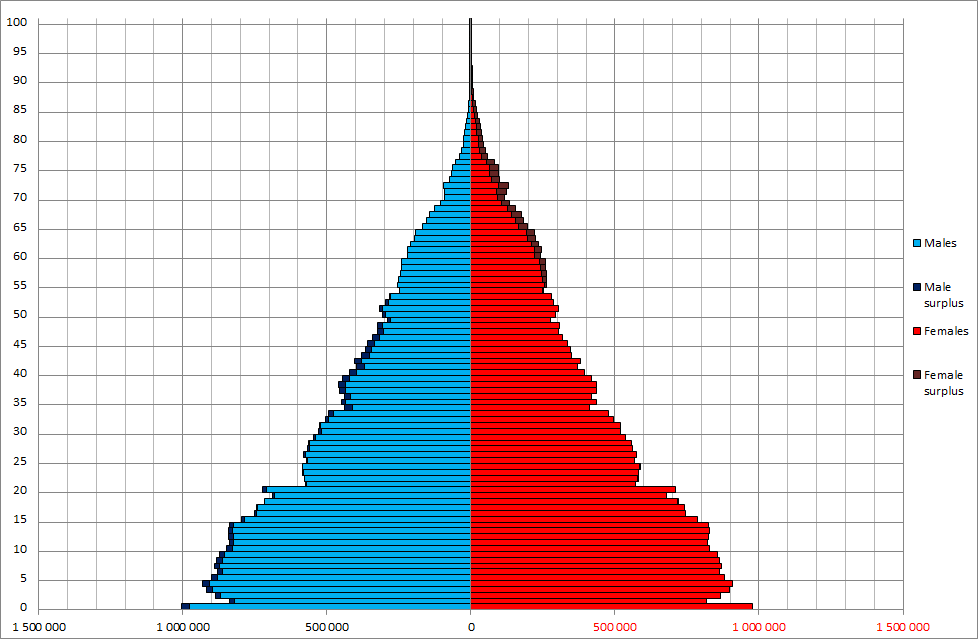
1940-10-01
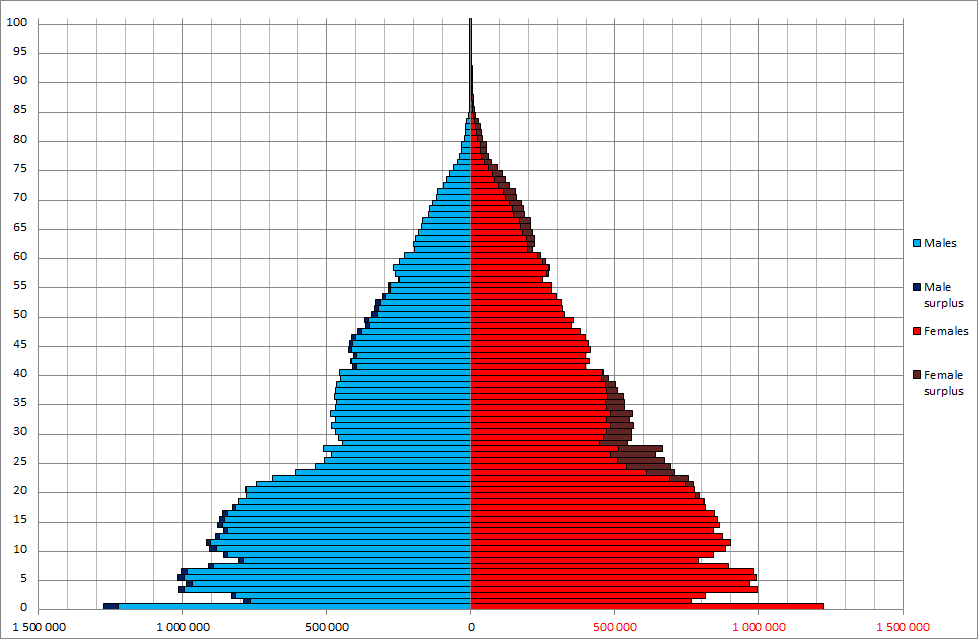
1947-10-01
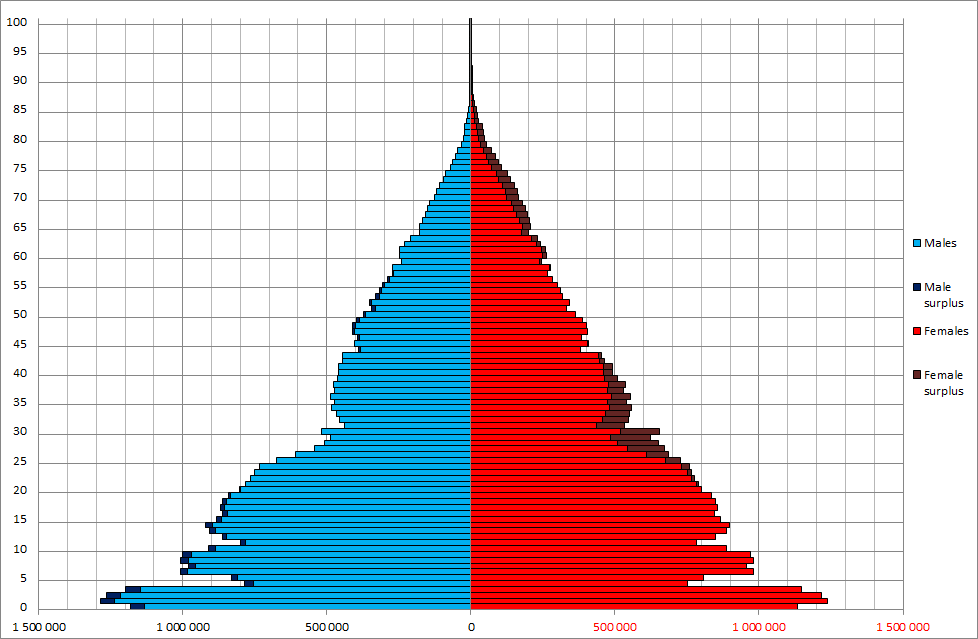
1950-10-01
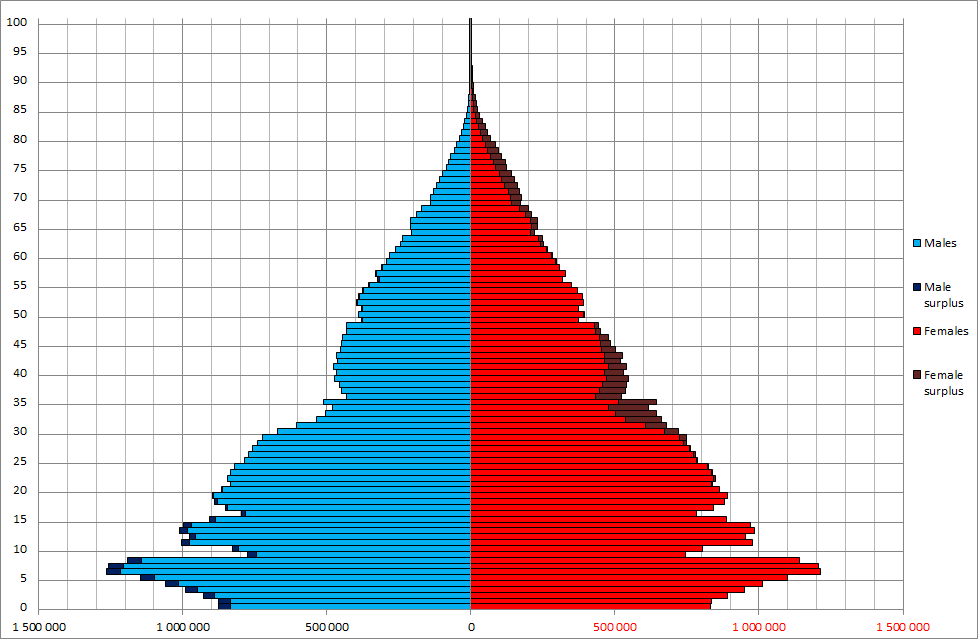
1955-10-01
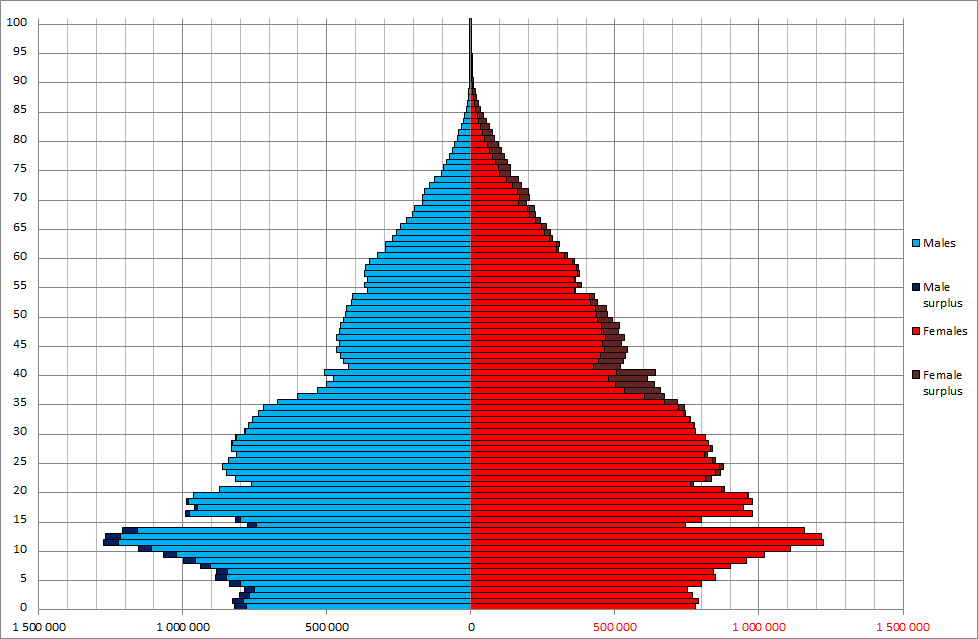
1960-10-01
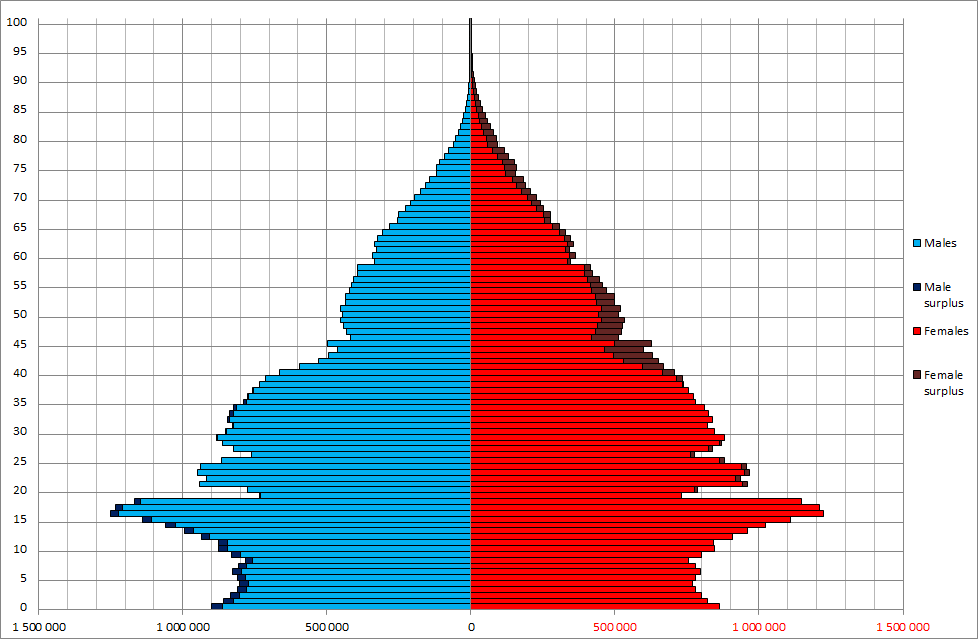
1965-10-01
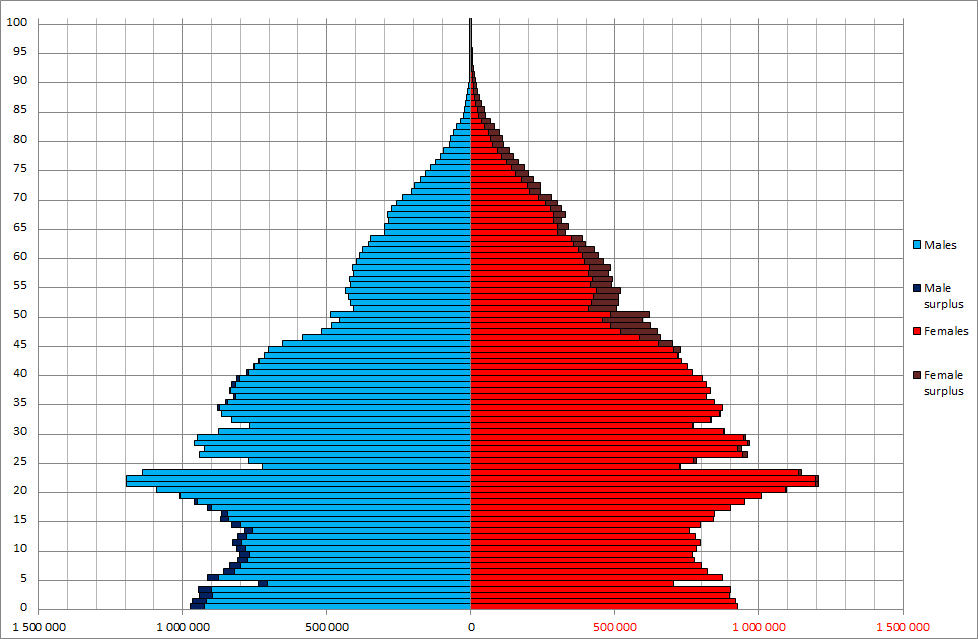
1970-10-01
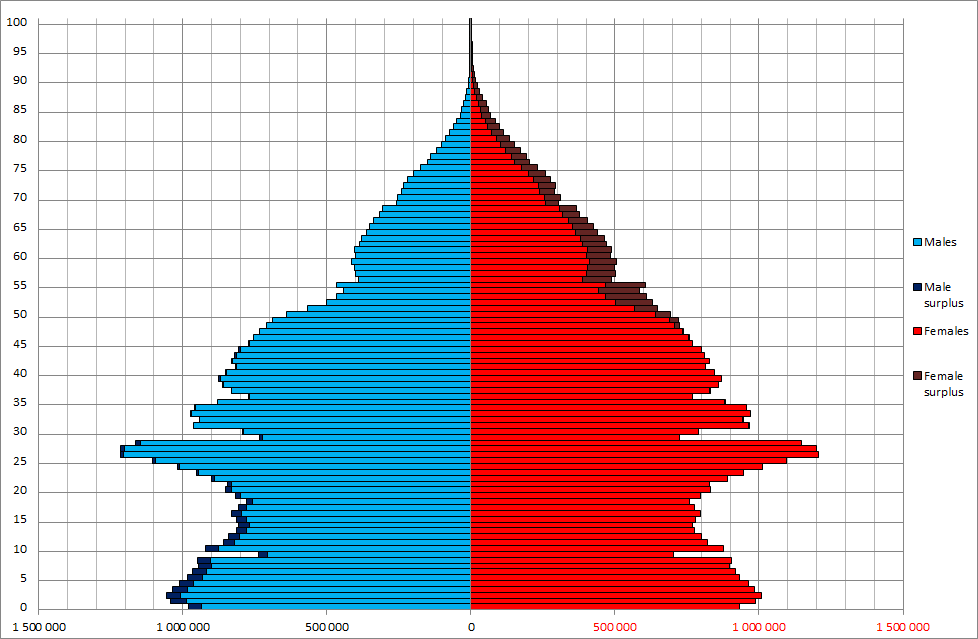
1975-10-01
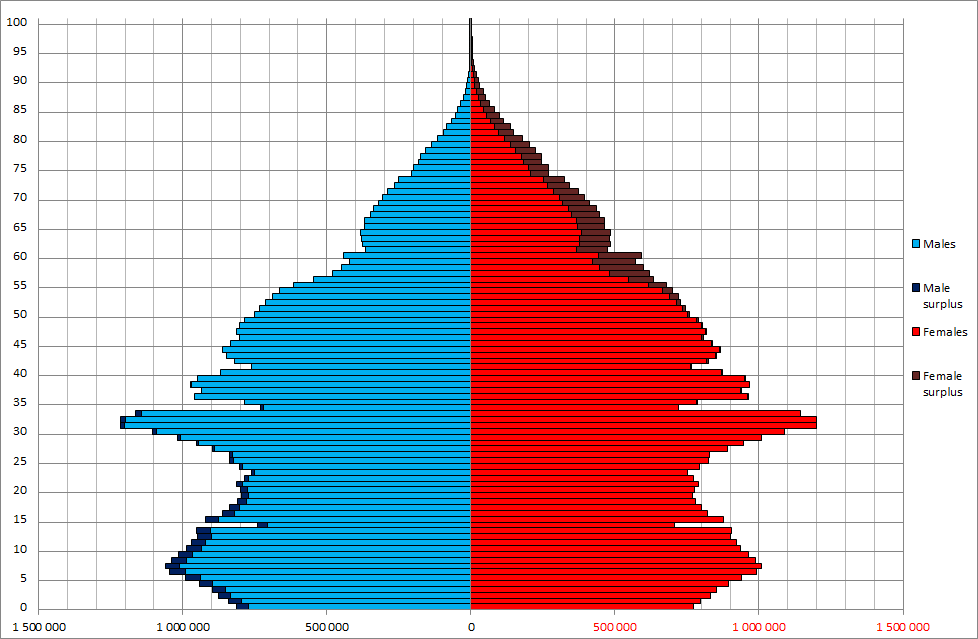
1980-10-01
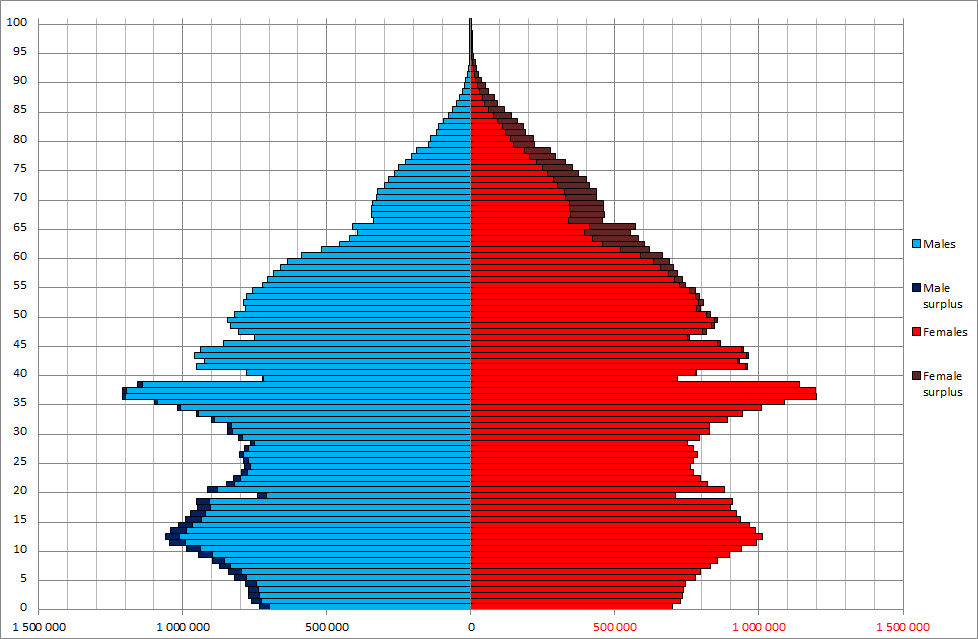
1985-10-01
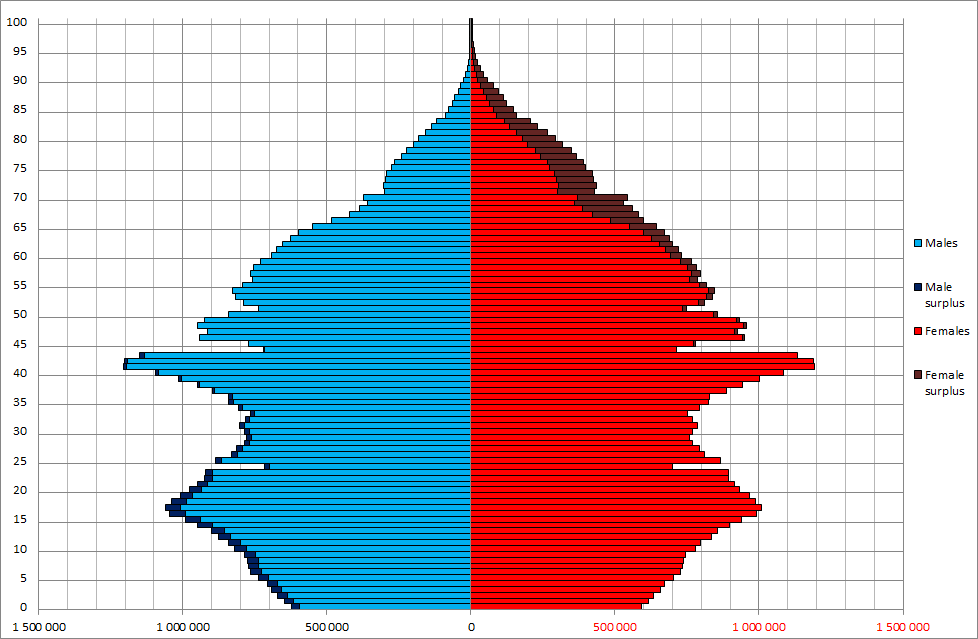
1990-10-01
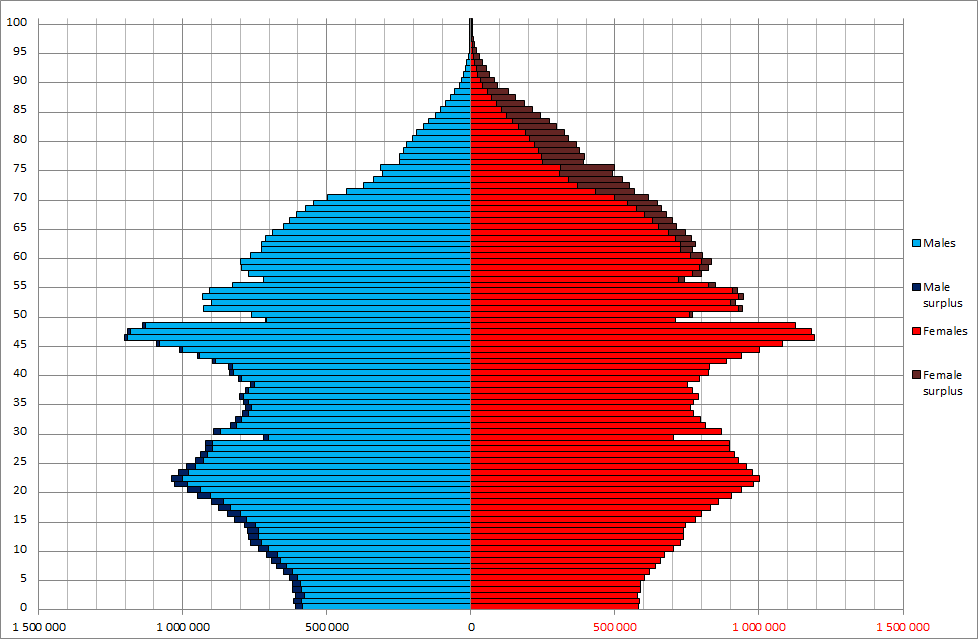
1995-10-01
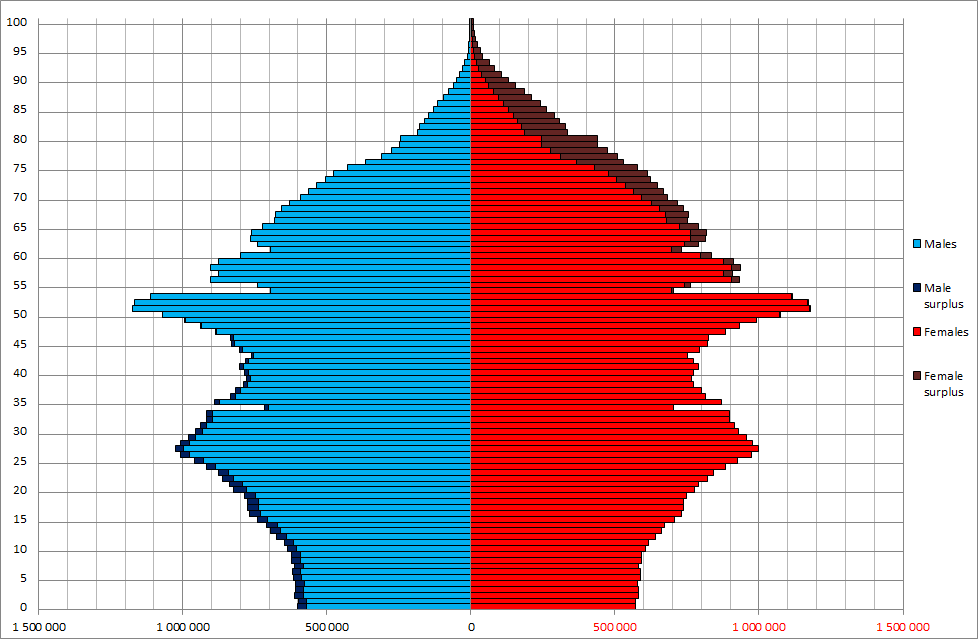
2000-10-01
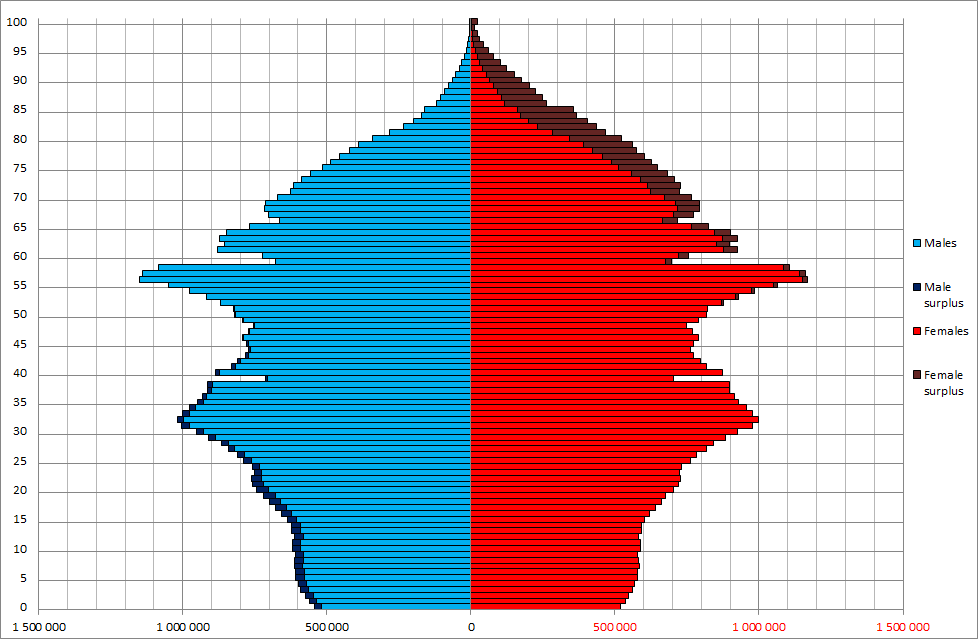
2005-10-01
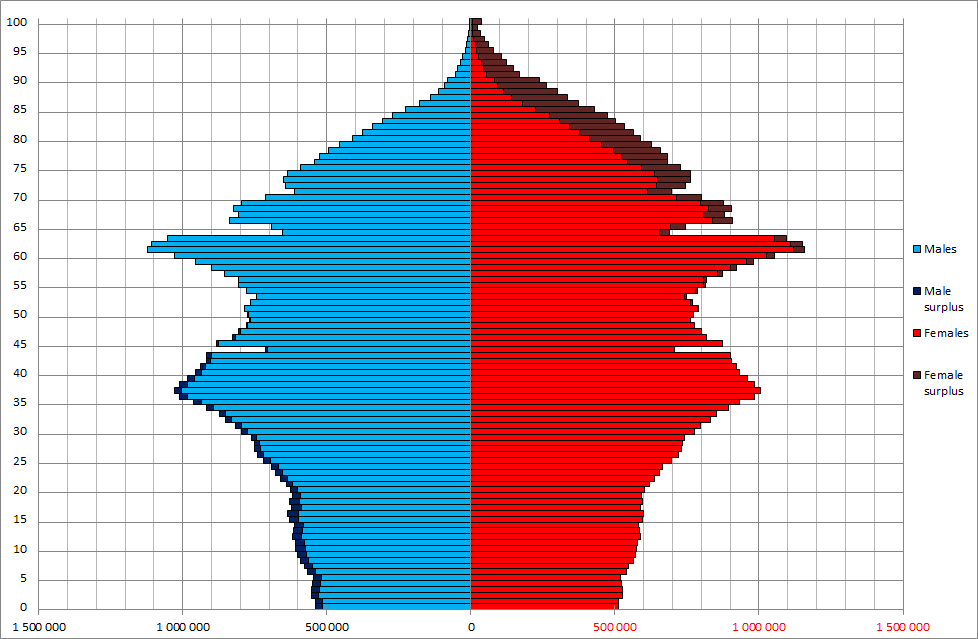
2010-10-01
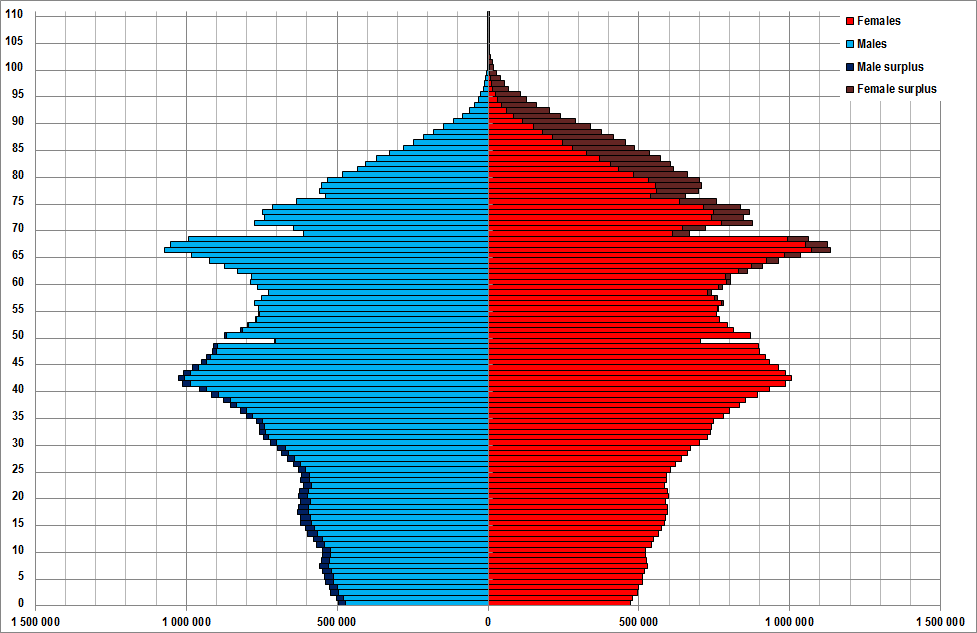
2015-10-01
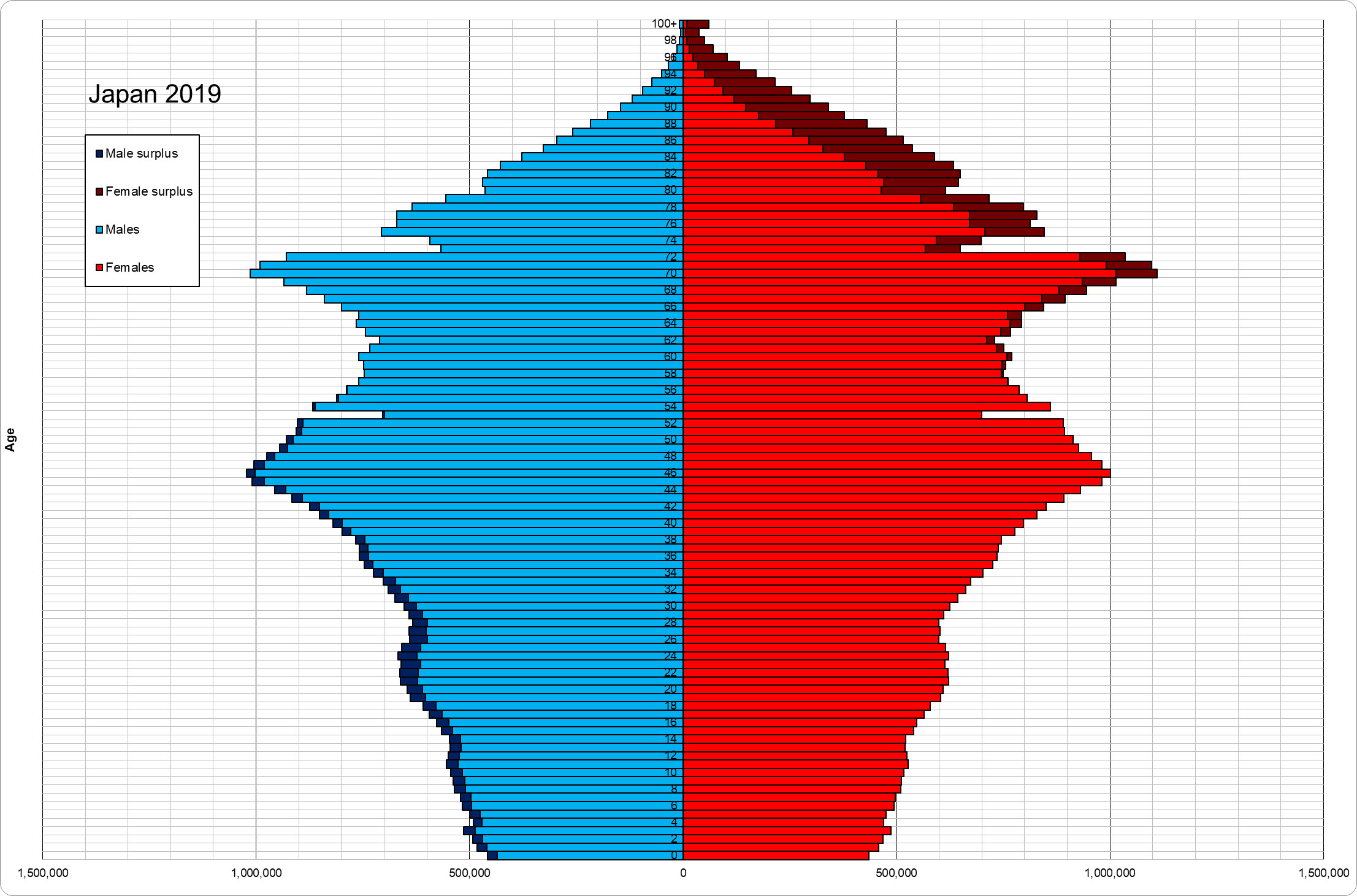
2019-10-01 (оценка)
2021-10-01 (оценка)

## Иммиграция в Японию
В Японии очень мало мигрантов из других стран, чему способствует географическая отдаленность страны от бедных государств, поставляющих беженцев.
Кроме того, статус беженца японские власти почти никогда не присваивают. Например, в 2014 году было подано, по данным Министерства юстиции Японии, около 5 тыс. заявок, из которых удовлетворили только 16; за 2015 год поступило около 7,6 тыс. заявок на статус беженца, из которых удовлетворены только 27. Большинство просителей статуса беженца в 2015 году были из Индонезии, Непала и Турции.